# Biserica fortificată din Bazna

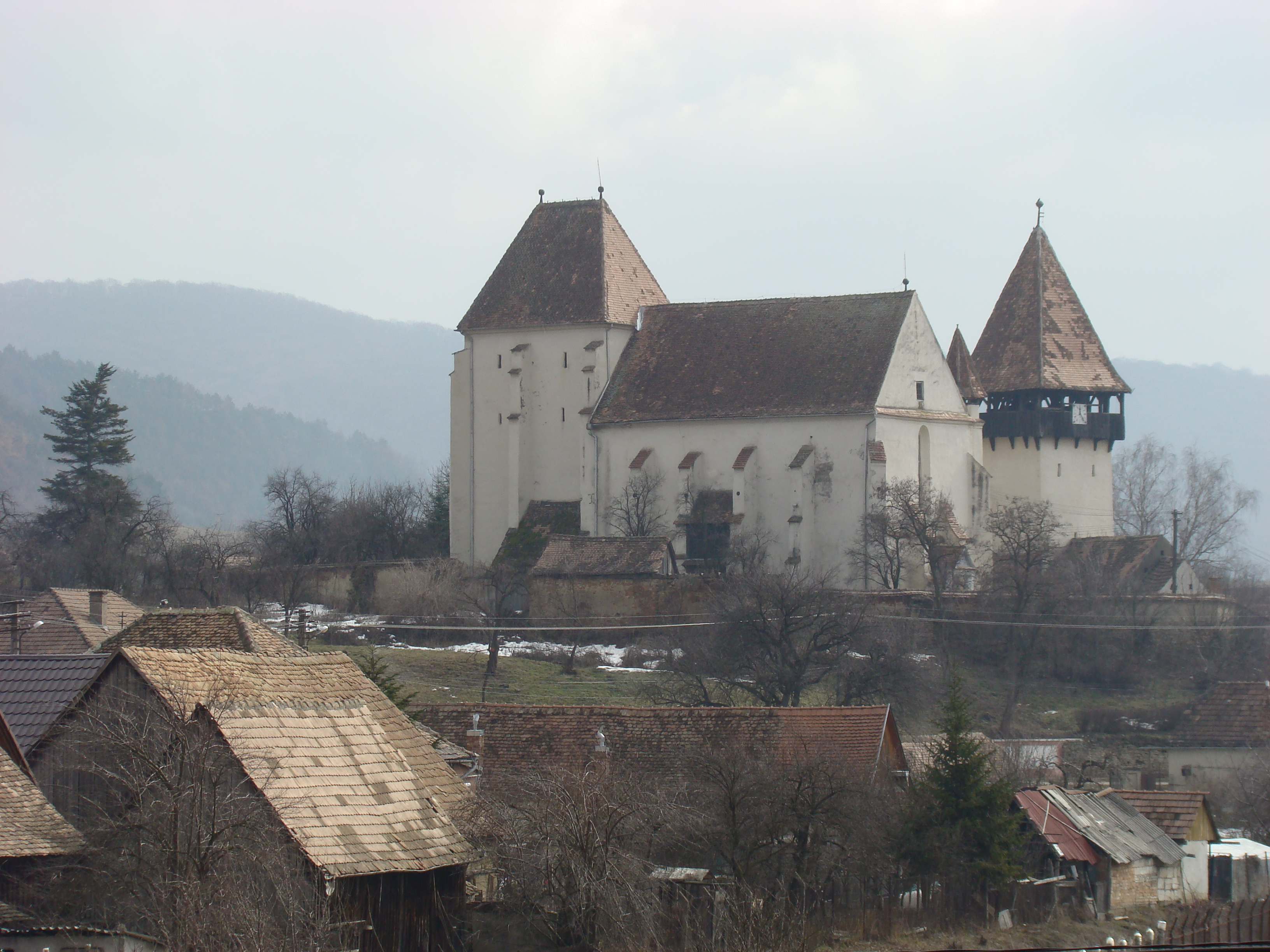
Ansamblul bisericii evanghelice fortificate din Bazna, județul Sibiu, foto. februarie 2013.

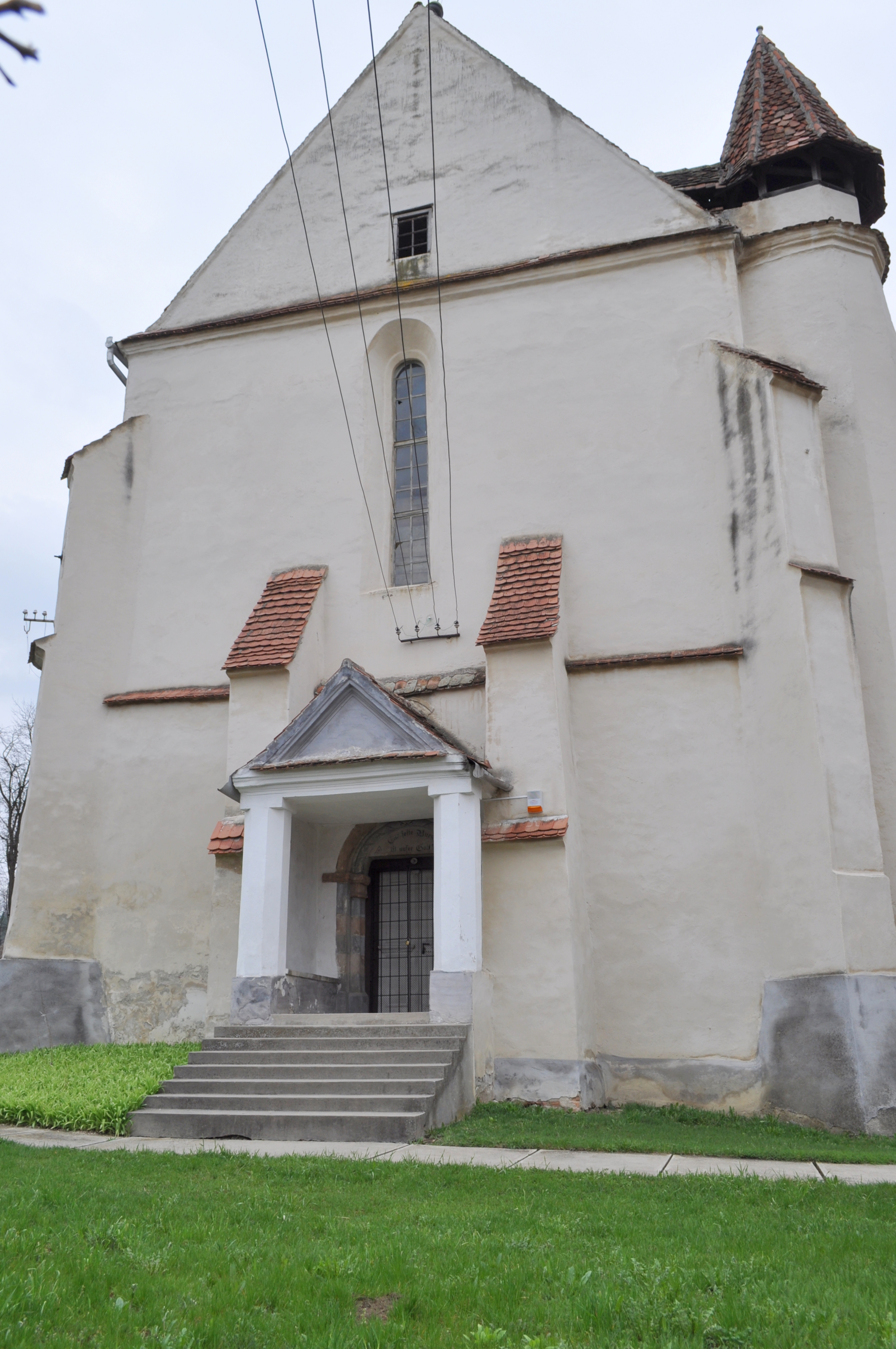
Biserica-sală (latura de vest)

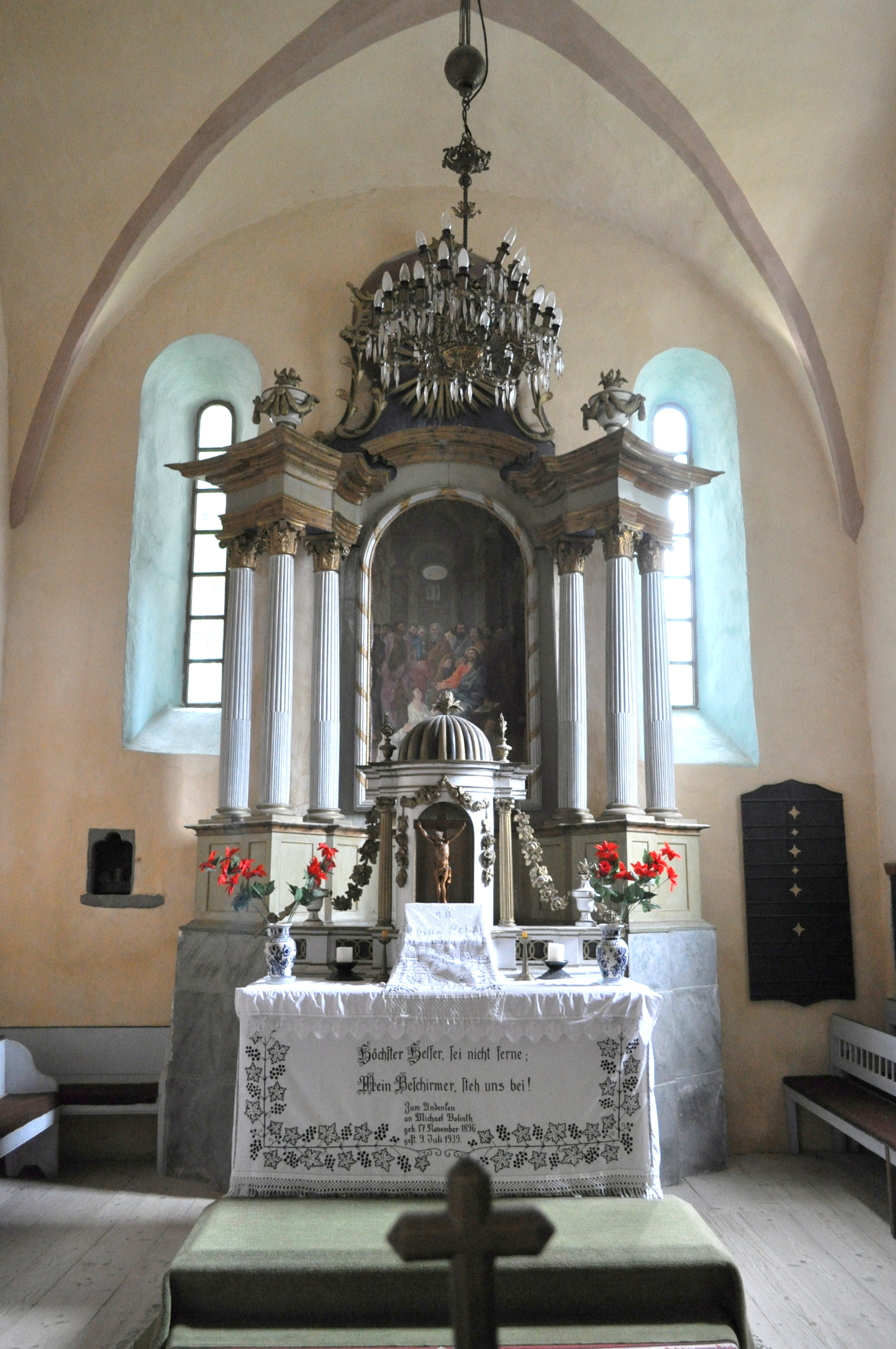
Altarul baroc, datând de la sfârșitul secolul al XVIII-lea

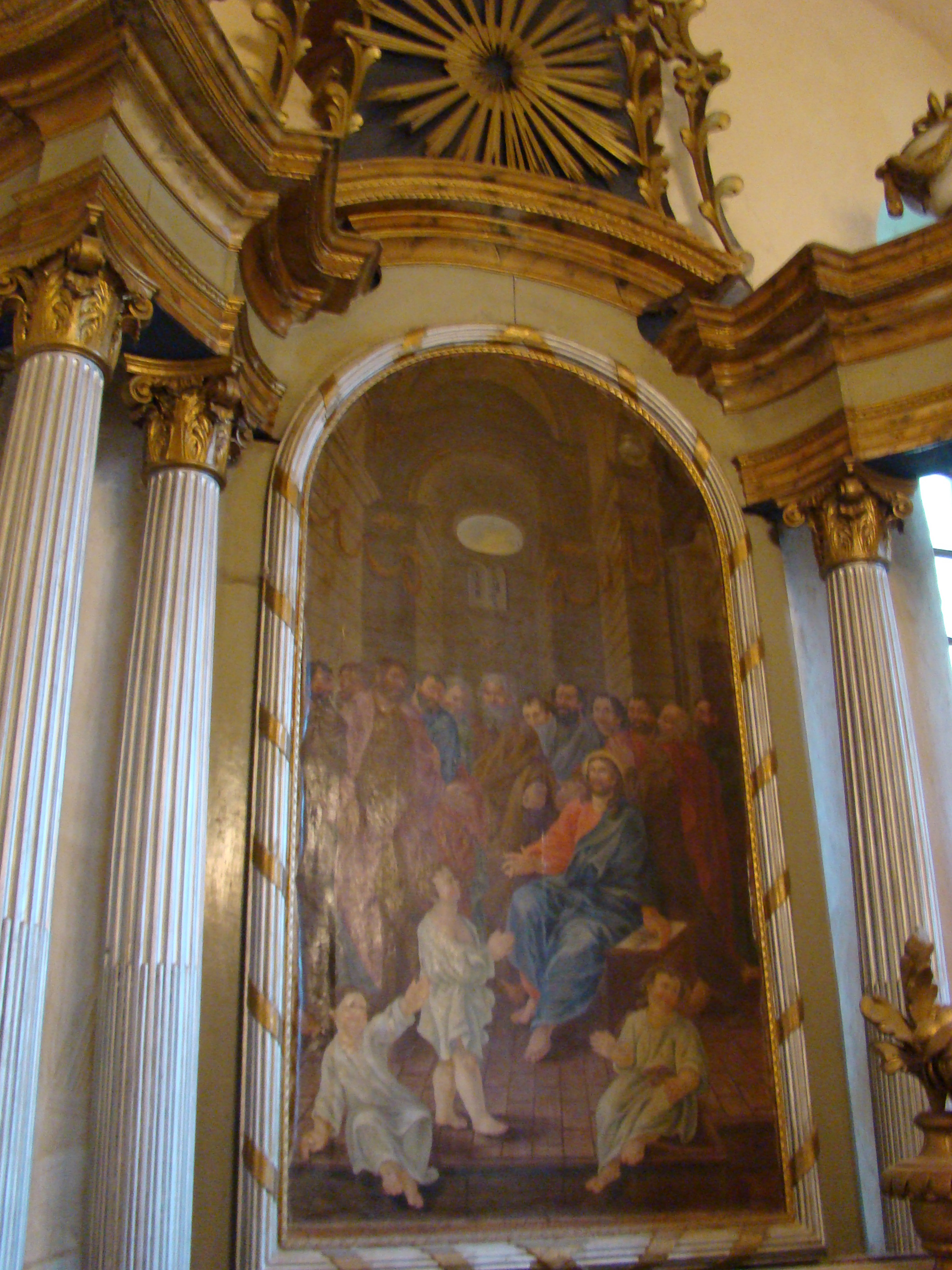
Tabloul principal al altarului, „Isus în templu”, flancat de câte trei coloane corintice

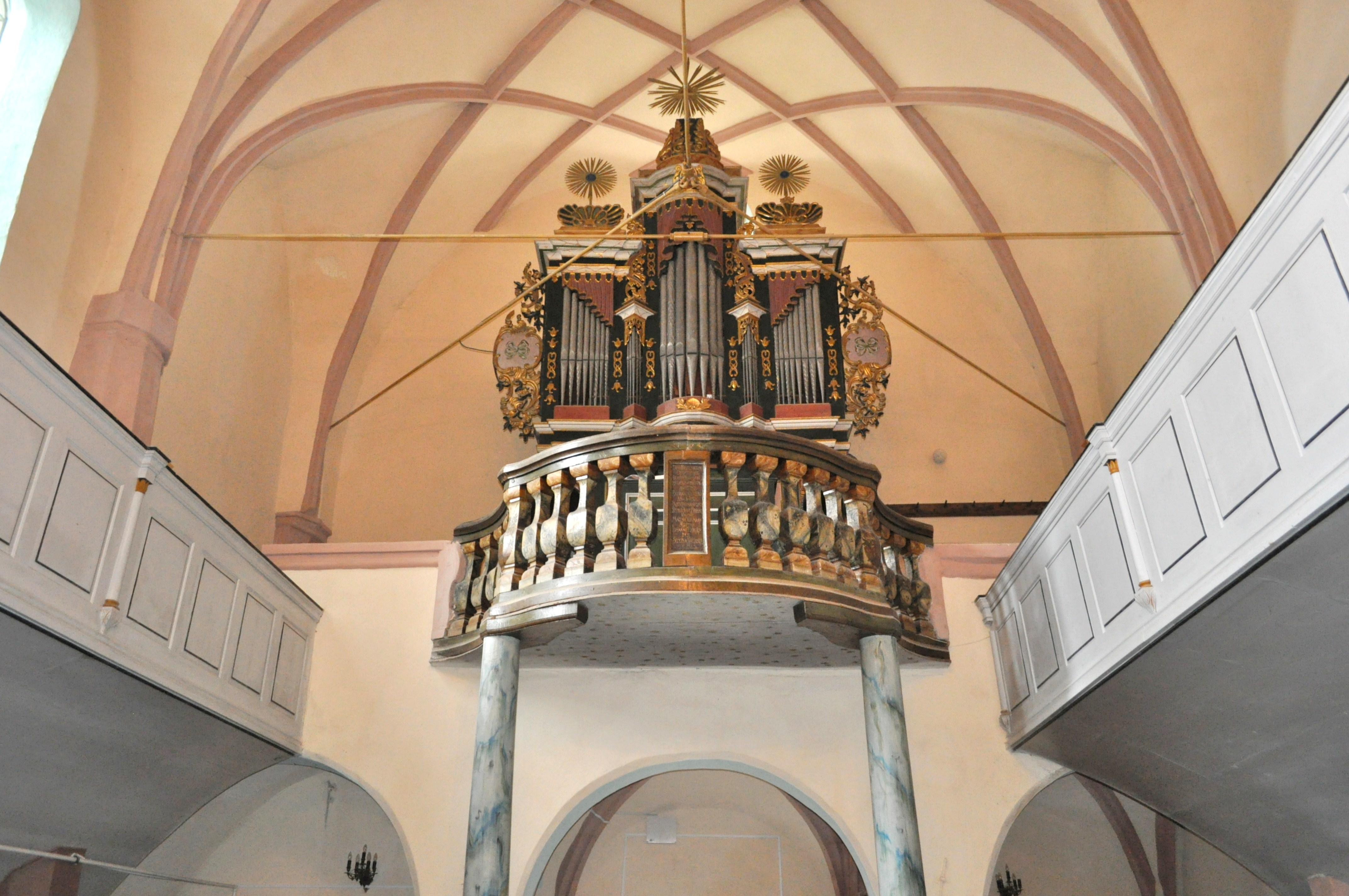
Orga barocă, confecționată de Johannes Hahn

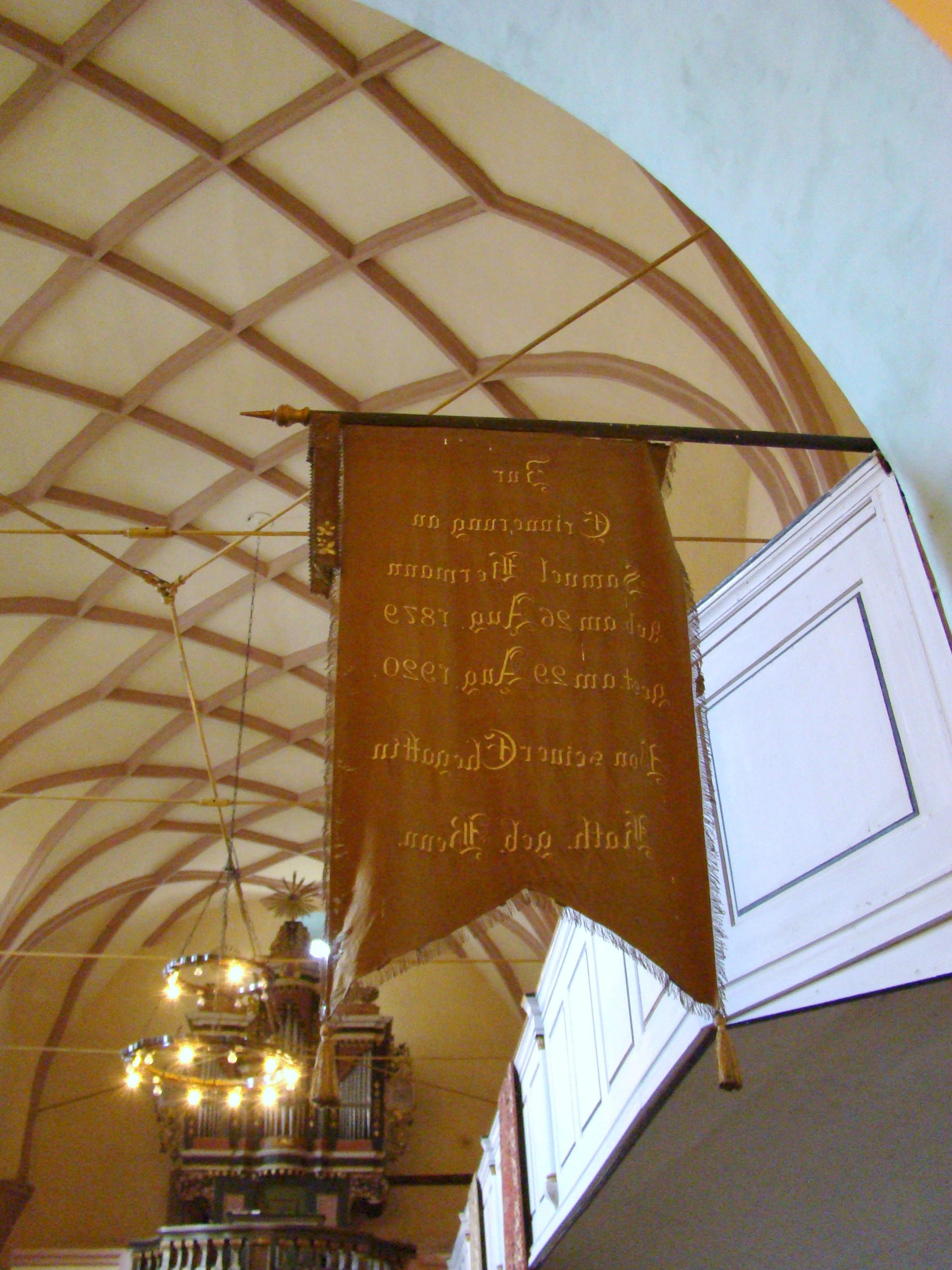
Bolta semicilindrică cu rețeaua de nervuri din cărămidă

Biserica evanghelică fortificată din Bazna, județul Sibiu, a fost ridicată probabil în a doua jumătate a secolului al XIV-lea, așa cum pare a indica inscripția  O REX GLORIAE VENI  (O, Rege al Gloriei, vino!) de pe unul dintre clopote,  scrisă cu  majuscule gotice. Biserica figurează pe lista monumentelor istorice 2010, cod LMI SB-II-a-A-12324 cu următoarele obiective:
- cod LMI SB-II-a-A-12324.01 - Biserica evanghelică fortificată, sfârșitul secolului XIV-sec. XVI (ante 1504);
- cod LMI SB-II-a-A-12324.02 - Incintă fortificată, cu turn, bastion, turn de poartă (fragmente),secolul XV - începutul secolului XVI, refacere 1911;

## Localitatea
Prima mențiune documentară a așezării se petrece în anul 1270 când regele Ștefan al III-lea dăruiește nobilului Bozouch satul Bazna, de pe Valea Morii aflată  mai la vest de Boian. Bozouch neavând urmași a donat localitatea Capitulului de Alba. Bazna se numea în limba germană, la data atestării sale Bassen, în ungurește Felsőbajom și în latină Bassania sup..
În secolul al XIII-lea, Bazna este o comună de iobagi din comunitatea Cetatea de Baltă, dar curând în 1359 aparține de Scaunul Mediașului ca sat liber. În secolul al XVII-lea se menționează la Bazna existența gazului metan. În secolul al XIX-lea devine, datorită apelor curative, un centru de tratament balnear, dovadă stând această caracterizare:
„Prețurile sunt reduse, confortul civilizat, muzica, seratele, festivitățile, tenisul, aparatele de gimnastică, ștrandul, etc. arcuiesc mușchii bronzați și adaugă un final decisiv la convingerea vizitatorilor asupra climatului de vis și izvoarelor de sănătate ale Baznei.”—Ziarul Românul - 22 iulie 1919
În anul 1671 a fost descoperit pentru prima dată gazul natural la Bazna de către niște ciobani. Ulterior s-au descoperit ape minerale cu izvoarele sale: Fântâna acră, Baia bisericii etc, aceste izvoare devenind proprietate a bisericii începând cu anul 1835. Cu această ocazie, biserica a dotat baza cu cazane și instalații de încălzit apa și cabine. În 1845 un număr de 637 de oameni au venit la tratament la Bazna. Acest succes a determinat interesul oamenilor de afaceri printre care s-a numărat și magnatul Brekner din Mediaș care a adus îmbunătățiri și modernizări importante, înființând și o farmacie unde lucra un medic. În anul 1949, baza balneoclimaterică de la Bazna a fost trecută în proprietatea Ministerului Sănătății, ocazie cu care a devenit stațiune cu caracter permanent.

## Biserica
Unele detalii de la portalul de vest și din cor duc la ipoteza că aici a existat o biserică romanică, anterior bisericii actuale, care este o biserică sală cu cor cu închidere dreptunghiulară. Zidurile sunt sprijinite pe contraforturi. Bolta deasupra sălii și a corului este semicilindrică cu penetrații și rețea de nervuri din cărămidă, care se sprijină pe pilaștri interiori de-a lungul zidului. Corul are boltă în formă de cruce, iar pe 3 laturi ale sălii sunt balcoane baroce. În cor se păstrează un tabernacol din 1504, cu o reprezentare a lui Isus al Durerii, iar deasupra un arc acoladă, flancat de pinacluri. Stranele din cor sunt datate 1503. În turnul clopotniță, care este și turn de poartă, se păstrează 3 clopote din secolul al XIV-lea - al XV-lea. Altarul baroc, datând de  la sfârșitul secolul al XVIII-lea, îl reprezintă în tabloul principal pe Isus din Nazaret în templu, flancat de câte 3 coloane corintice. Orga barocă, confecționată de Johannes Hahn, a fost terminată în 1757, iar împreună cu balustrada din față reprezintă o lucrare de artă armonioasă. Amvonul baroc a fost confecționat, în 1781, de Georgius Schuller și pictat de Stephan Valepagi. În 1873, un zid de incintă de 6–7 m a fost demolat aproximativ până la jumătatea înălțimii. Corul fortificat a avut 3 niveluri, ultimul cu drum de strajă și balustradă fachwerk. Acest nivel a fost demolat în 1880, iar acoperișul așezat direct pe zidul corului.
Pe unul din clopote se află inscripția "O REX GLORIAE VENI" (O, Rege al Gloriei, vino!) scrisă cu litere majuscule gotice, iar pe al doilea clopot stă scris cu minuscule gotice "in honore sancti Nicolai benedictus sit huius campagne sanus in nomine patris filii et spiritus sancti amen!..."

## Fortificația
În mijlocul așezării s-a construit o cetate fortificată cu palisade. E vorba de o cetate țărănească cu biserica în incintă, din secolul al XV-lea.
Incinta  are un traseu aproximativ circular și avea inițial trei turnuri. Turnul cel mare este turnul clopotniță fiind în același timp și turnul de intrare. În partea de nord-vest este un turn scund și alungit, iar în partea de nord-est pot fi văzute urmele unui turn mai scund.
În anul 1873 zidul de incintă a fost dărâmat până la jumătatea înălțimii inițiale. Un al doilea zid de incintă, pentru apărarea celui vechi, a fost construit în 1911. La sfârșitul secolului al XIX-lea înălțimea inițială a curtinei, de aproximativ 7-8 metri, a fost redusă la 2-3 metri.

## Imagini din exterior

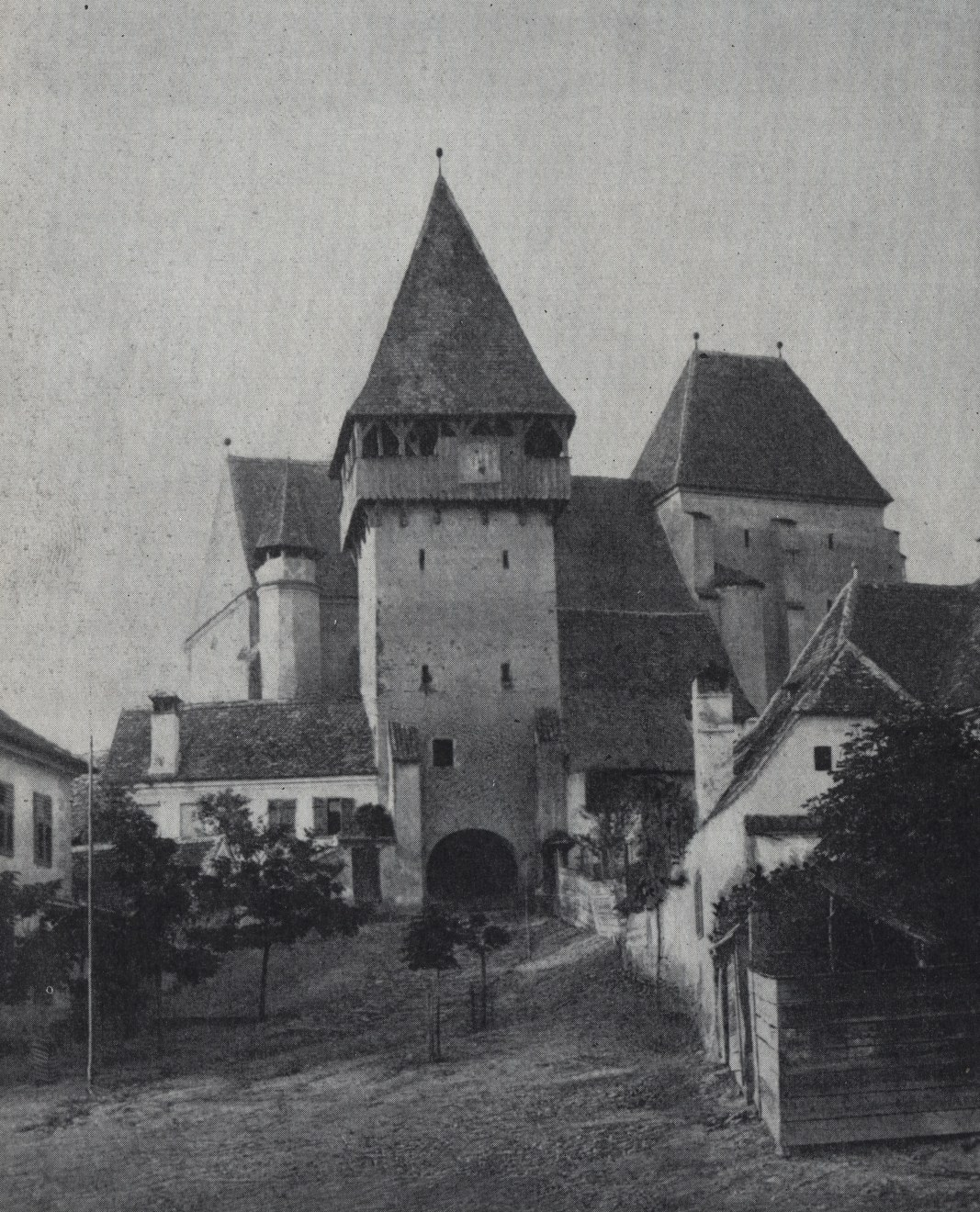
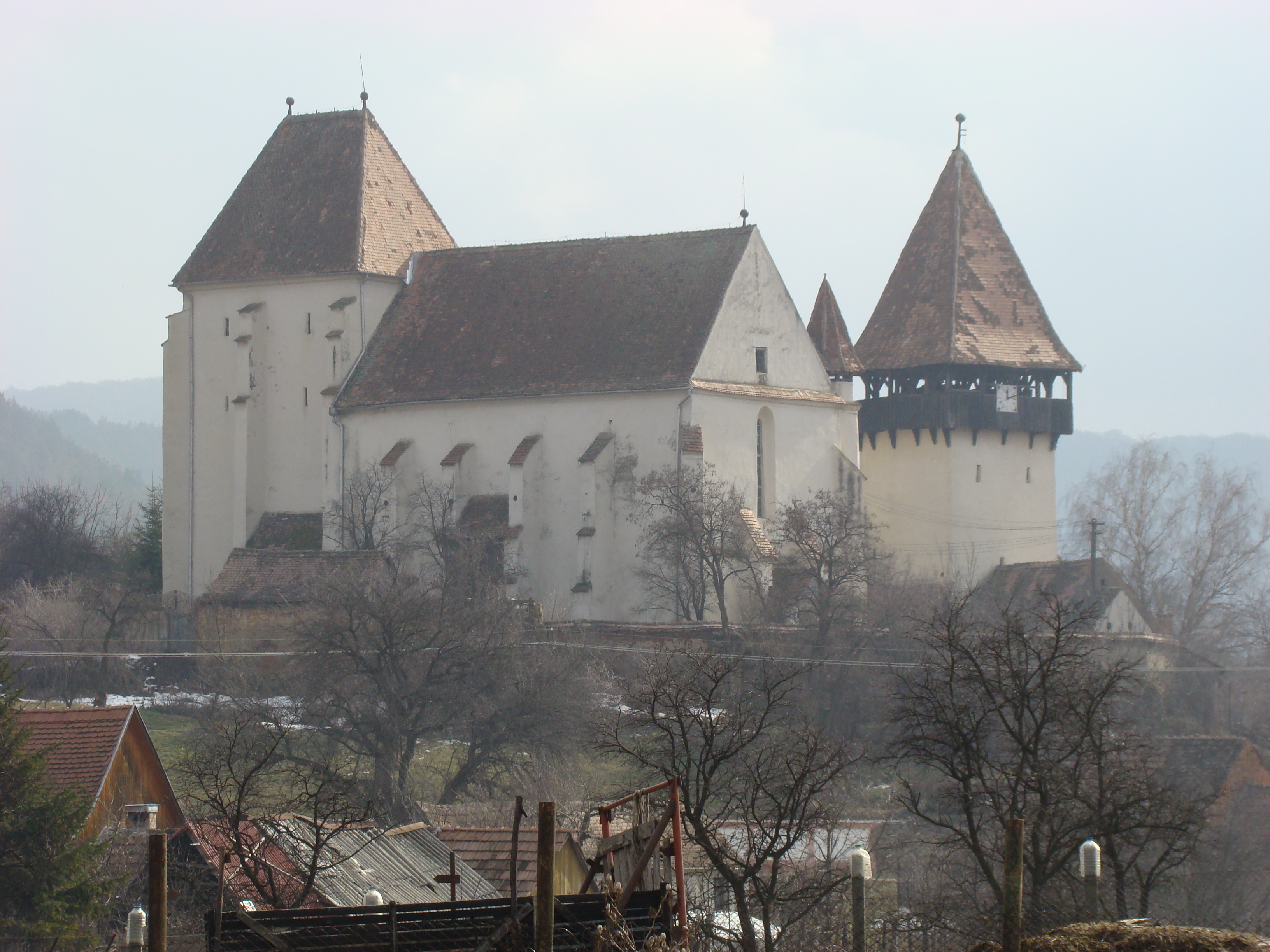
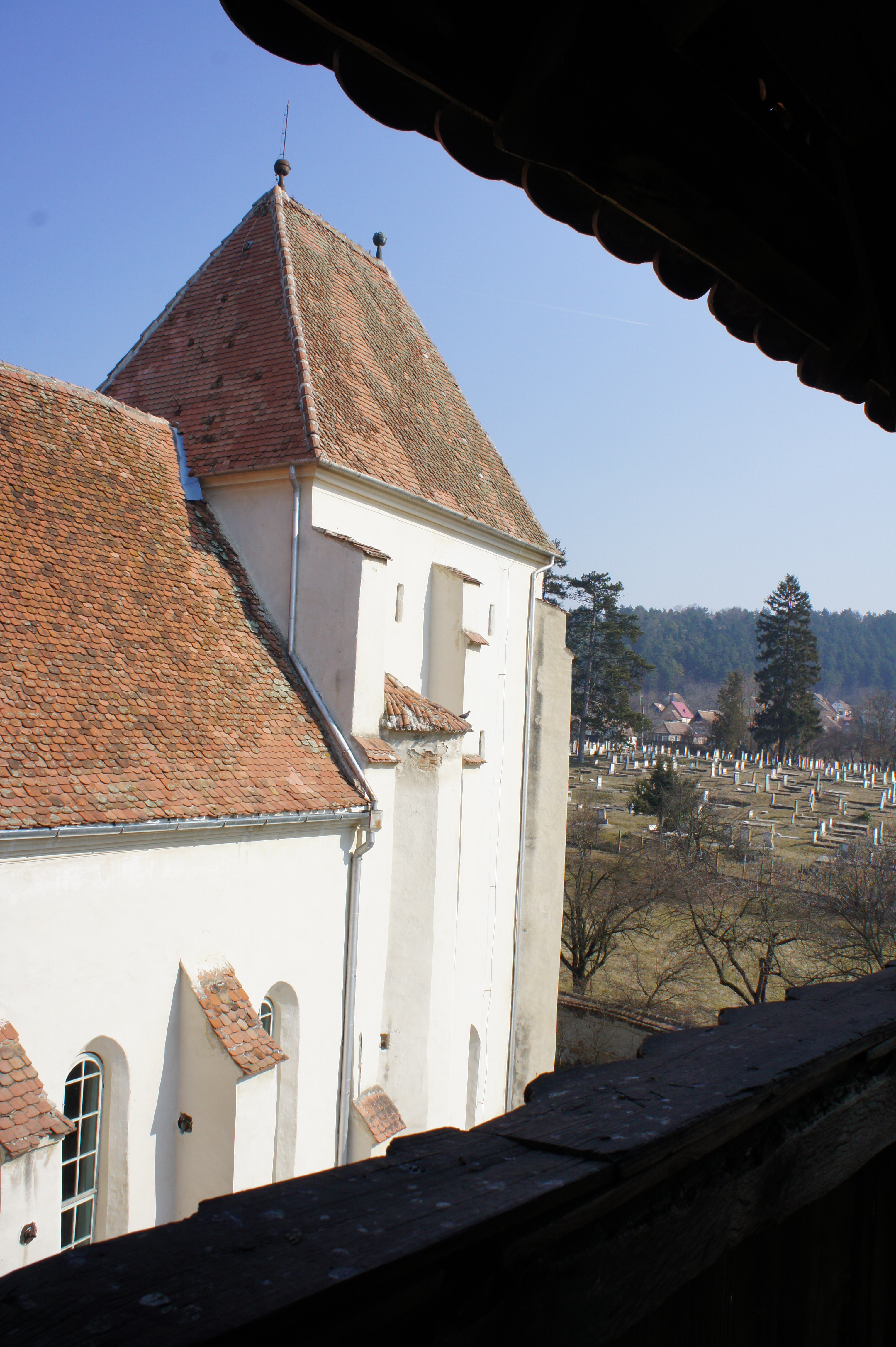
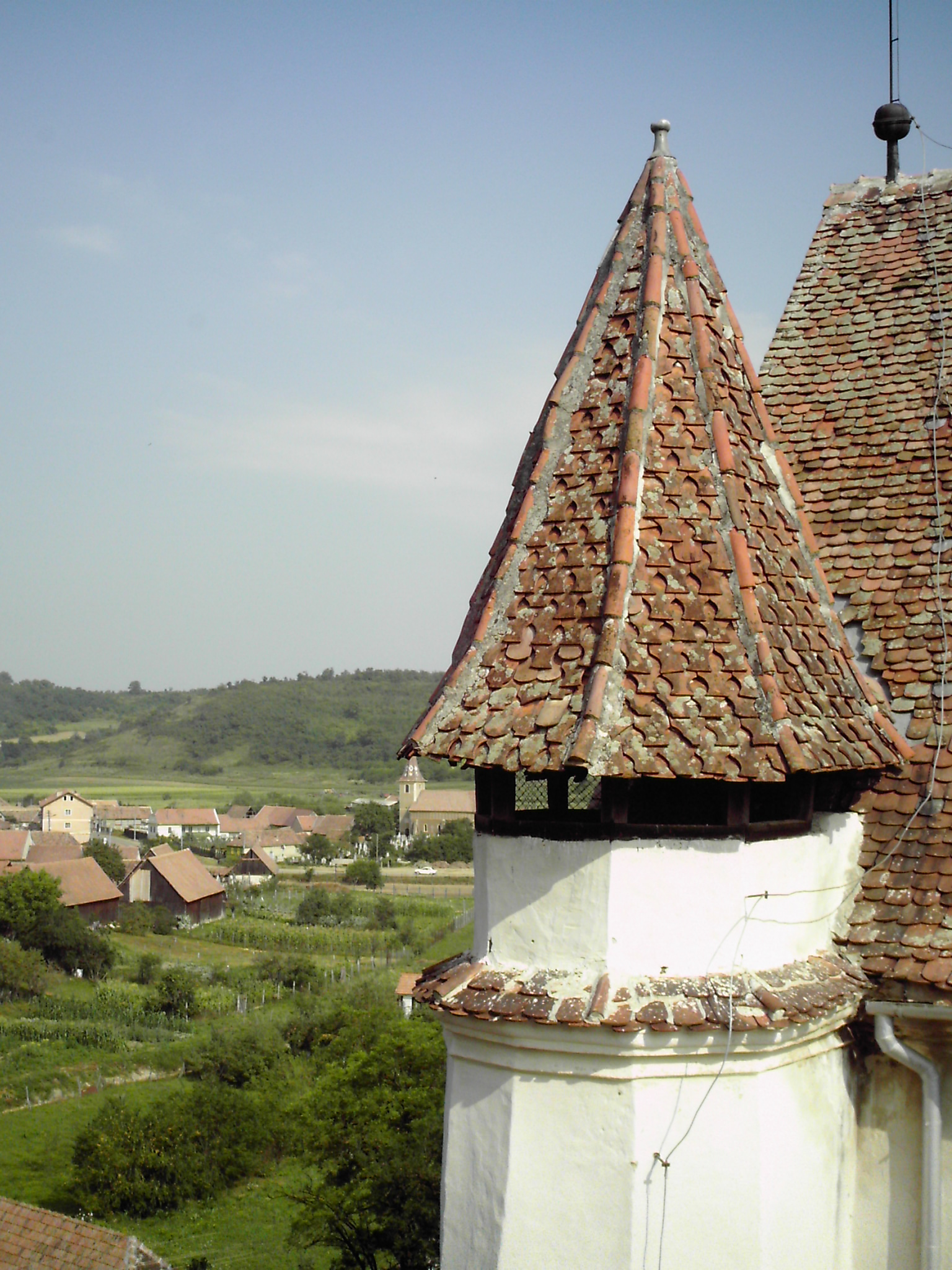
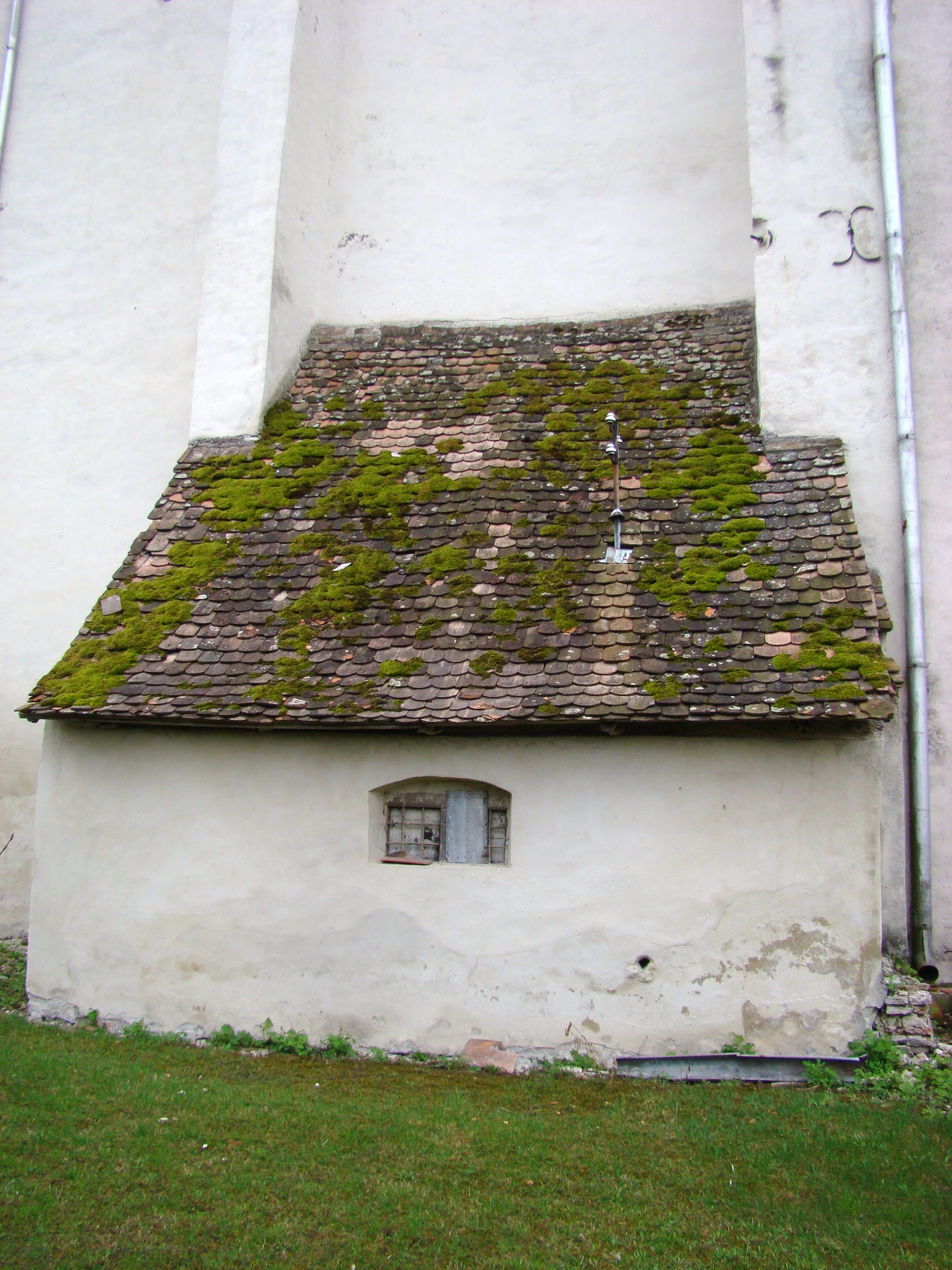
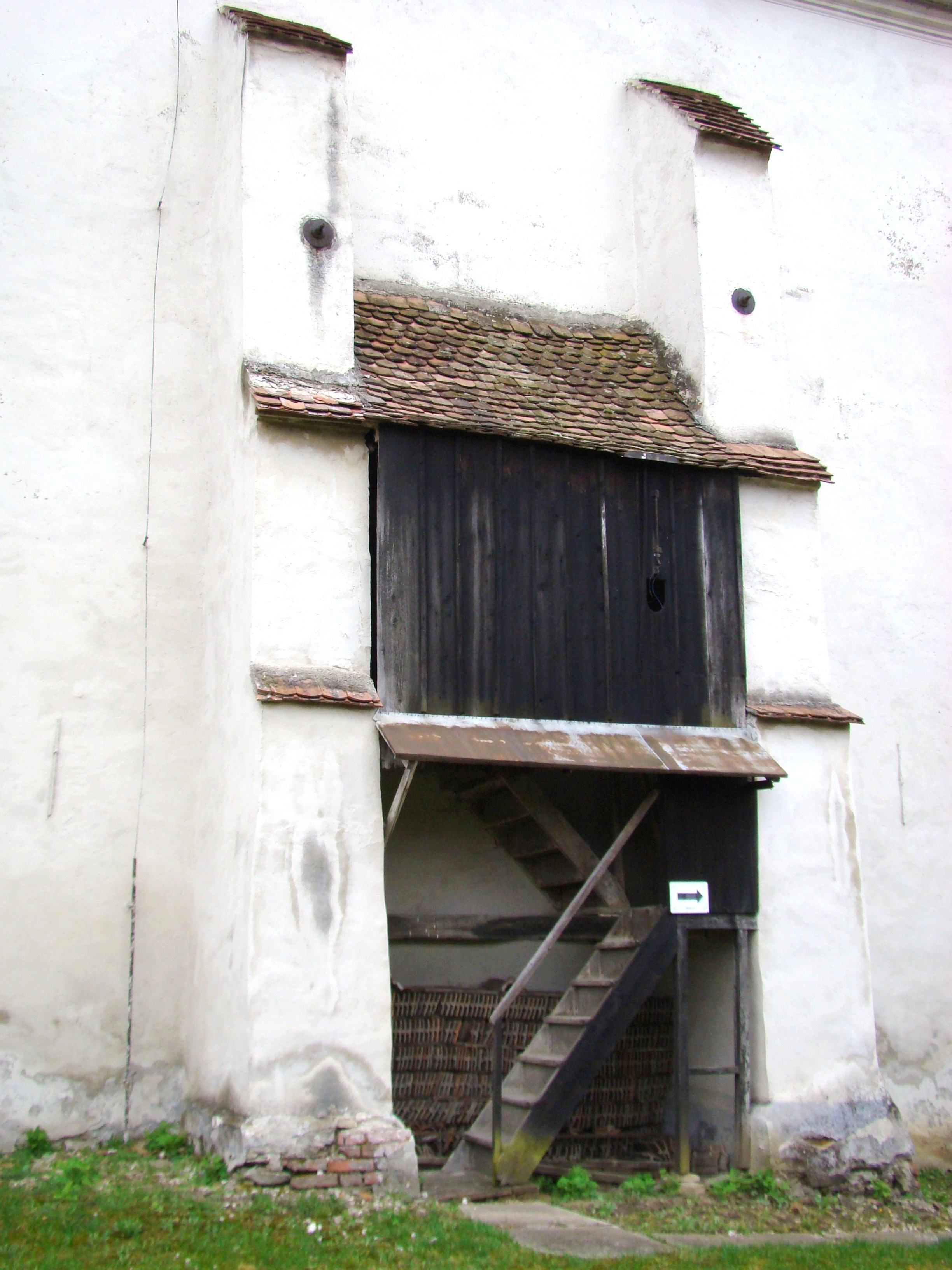
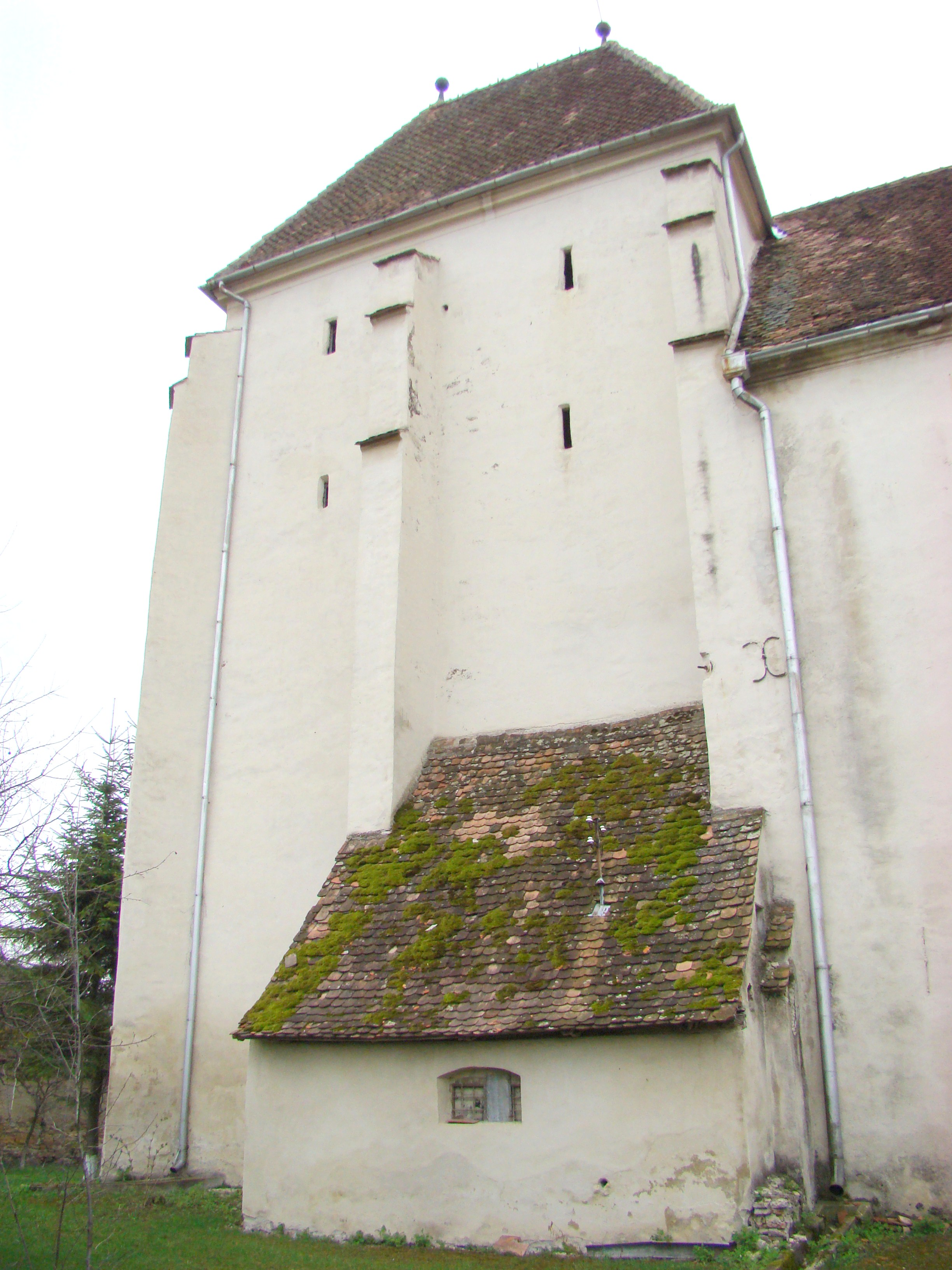
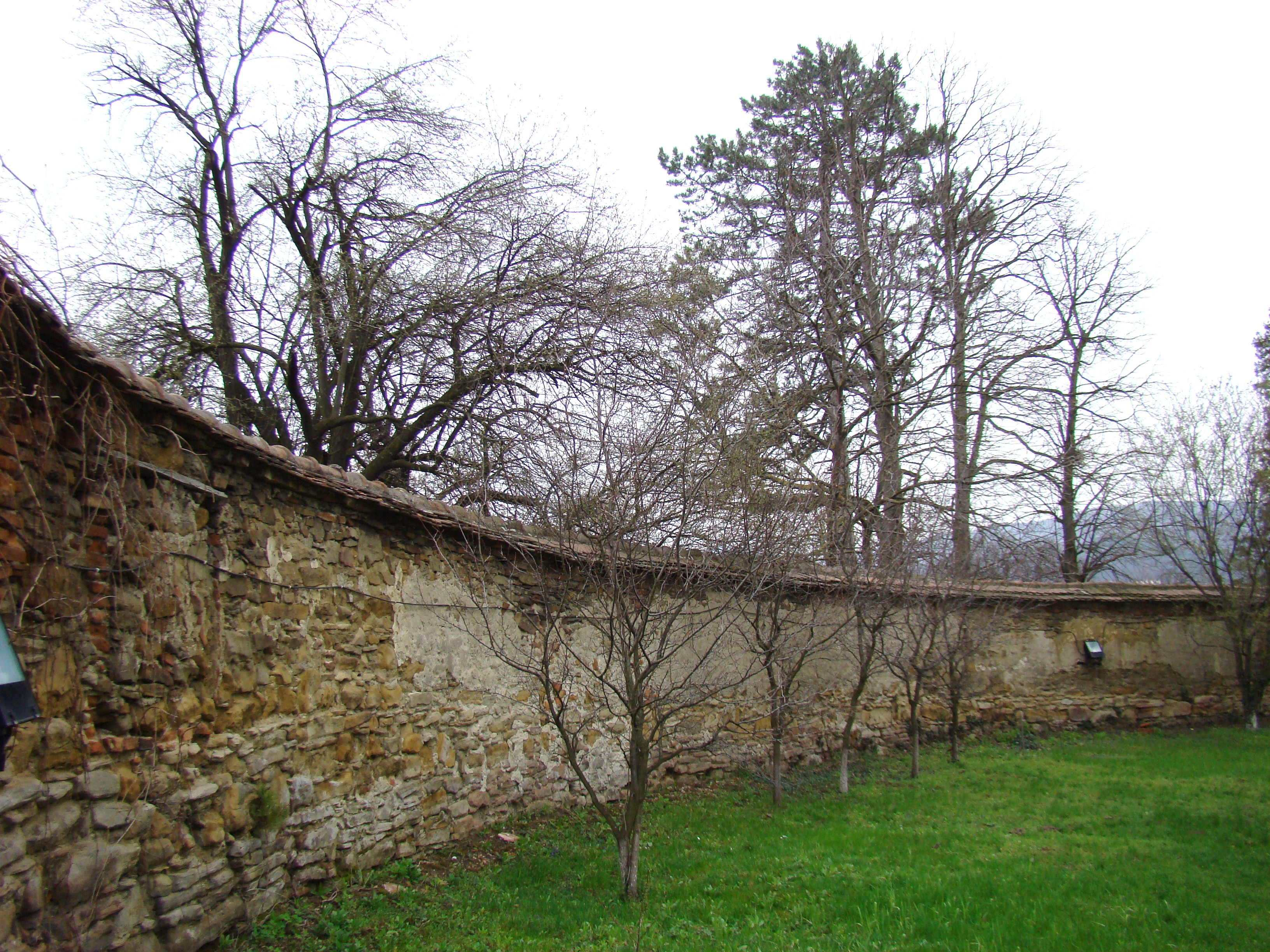
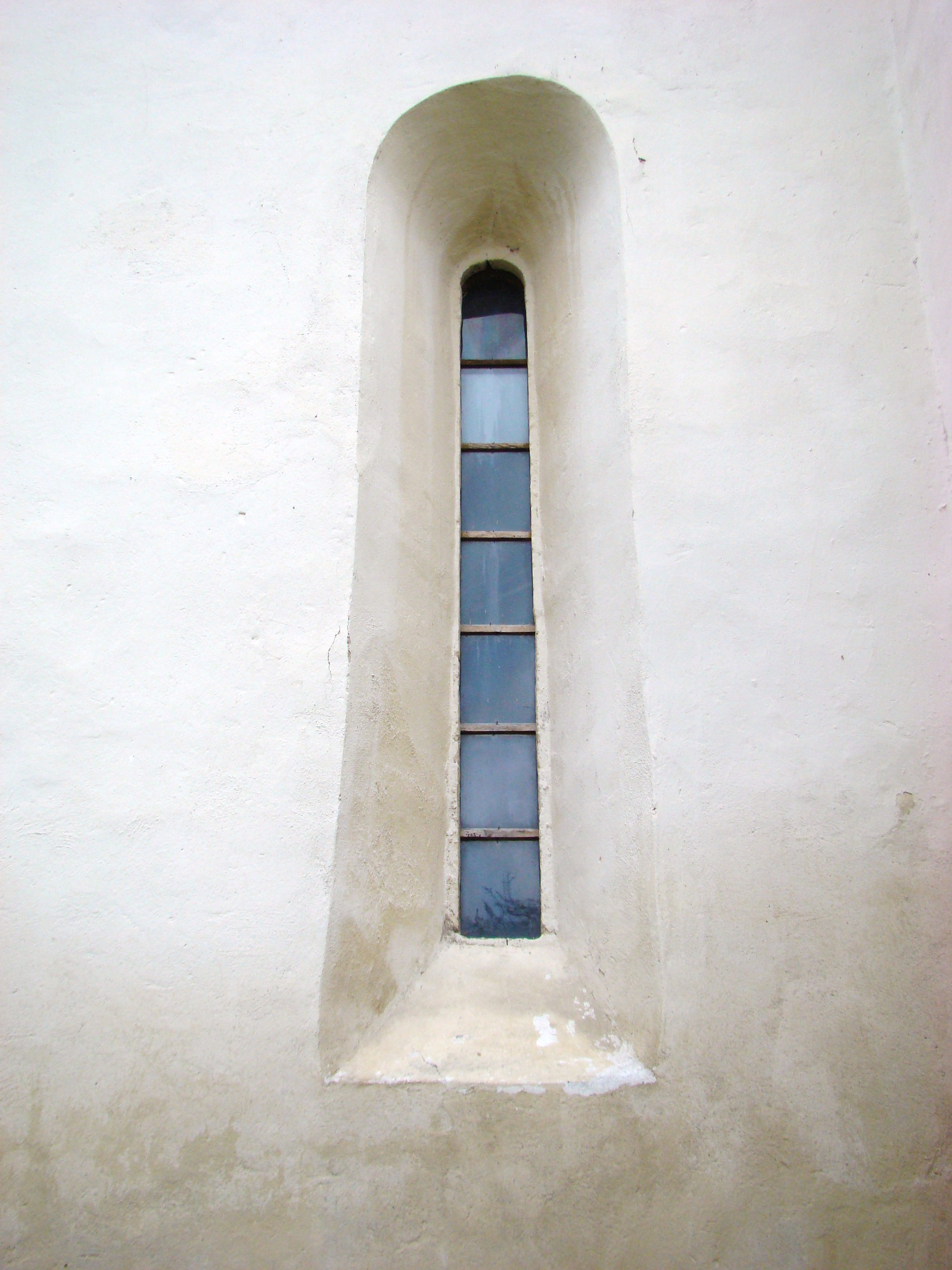
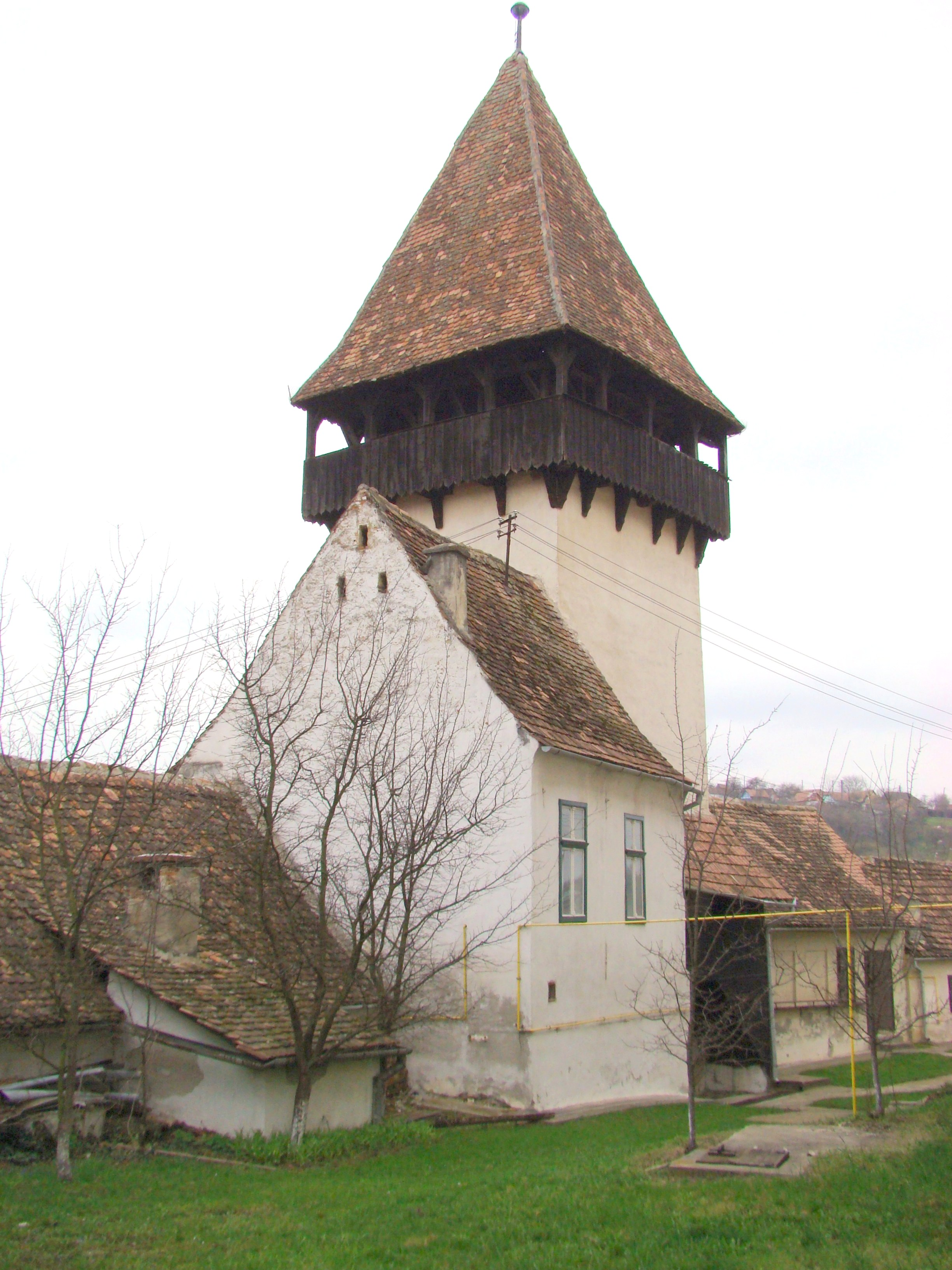
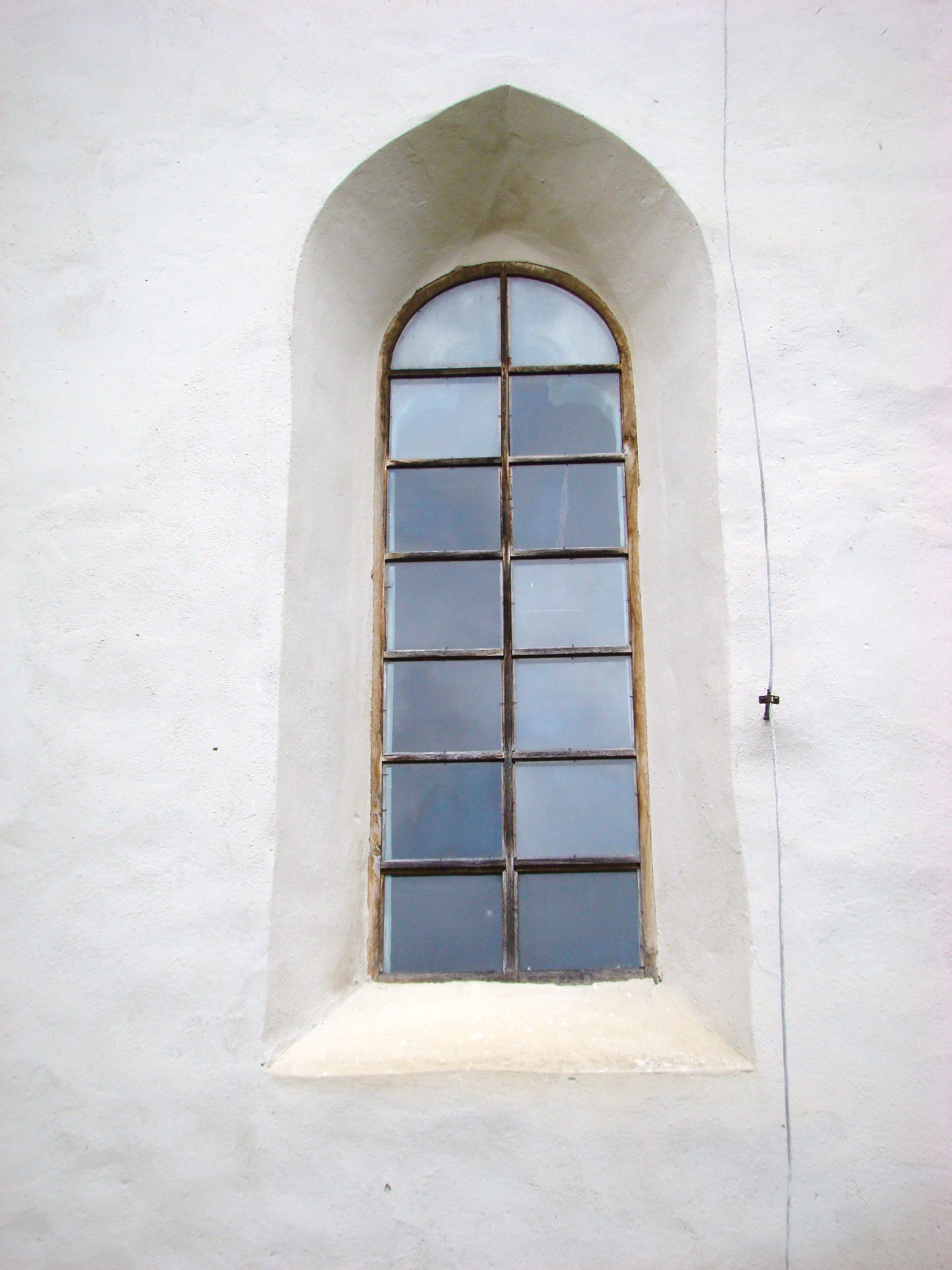
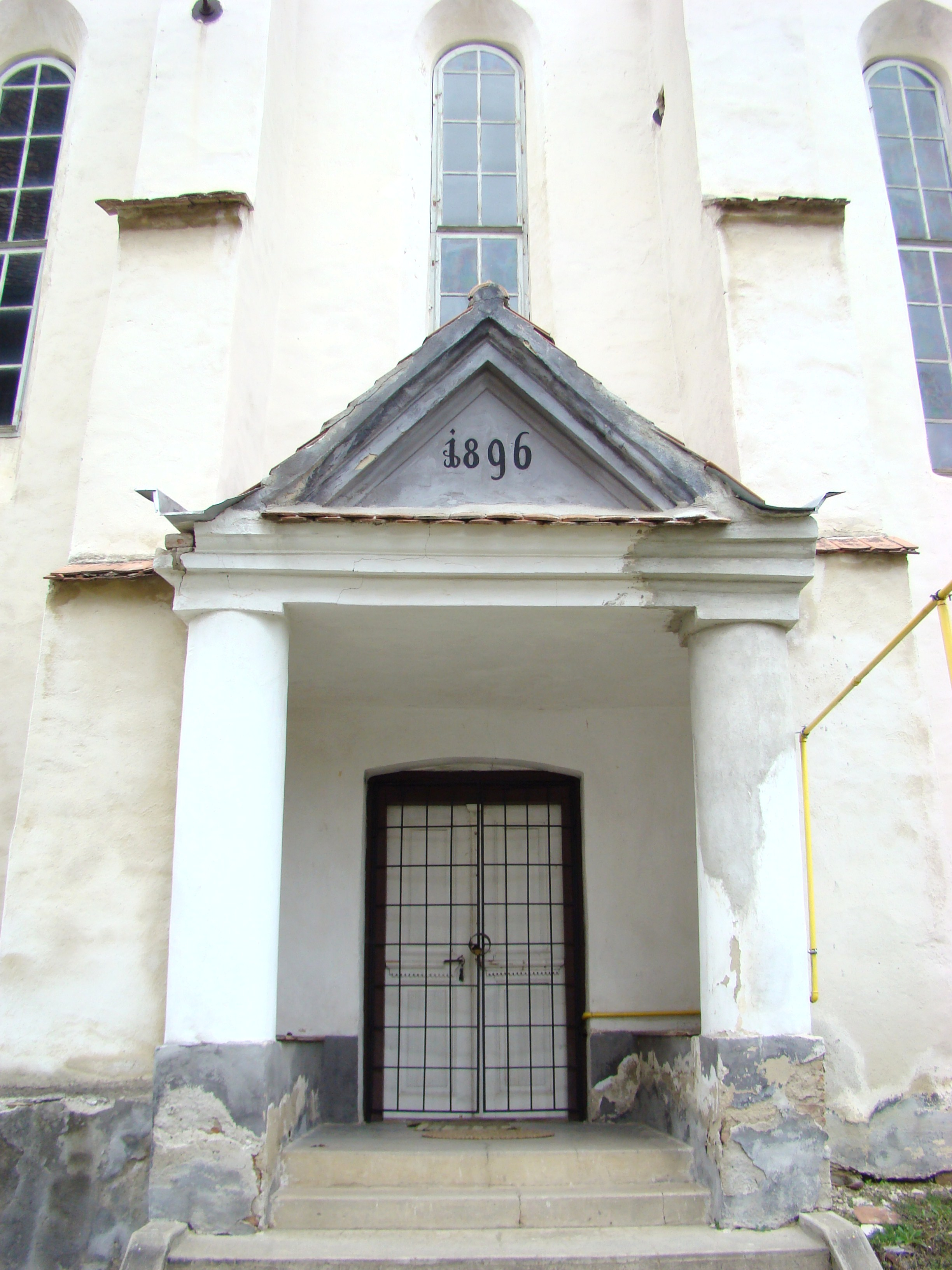
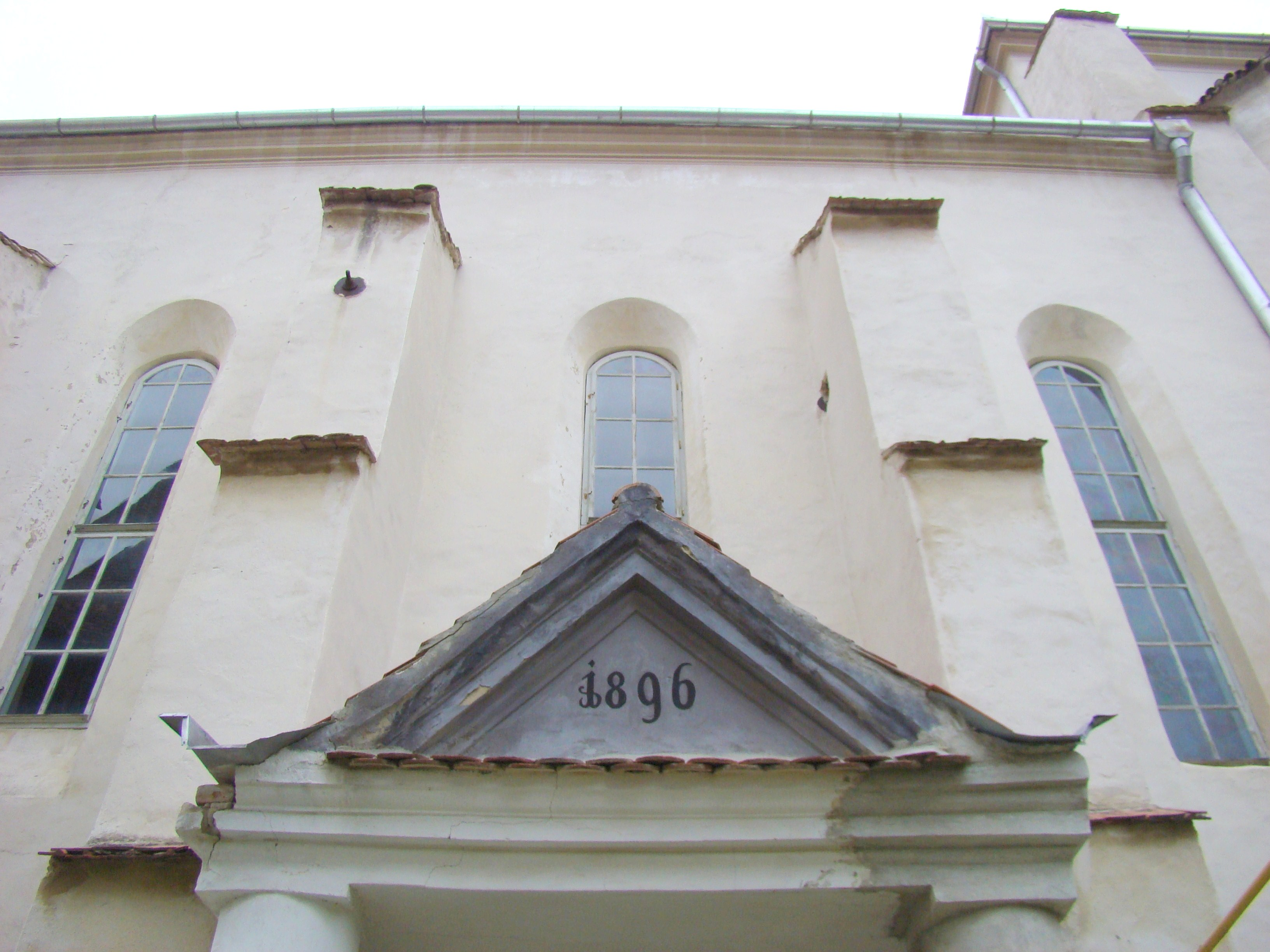
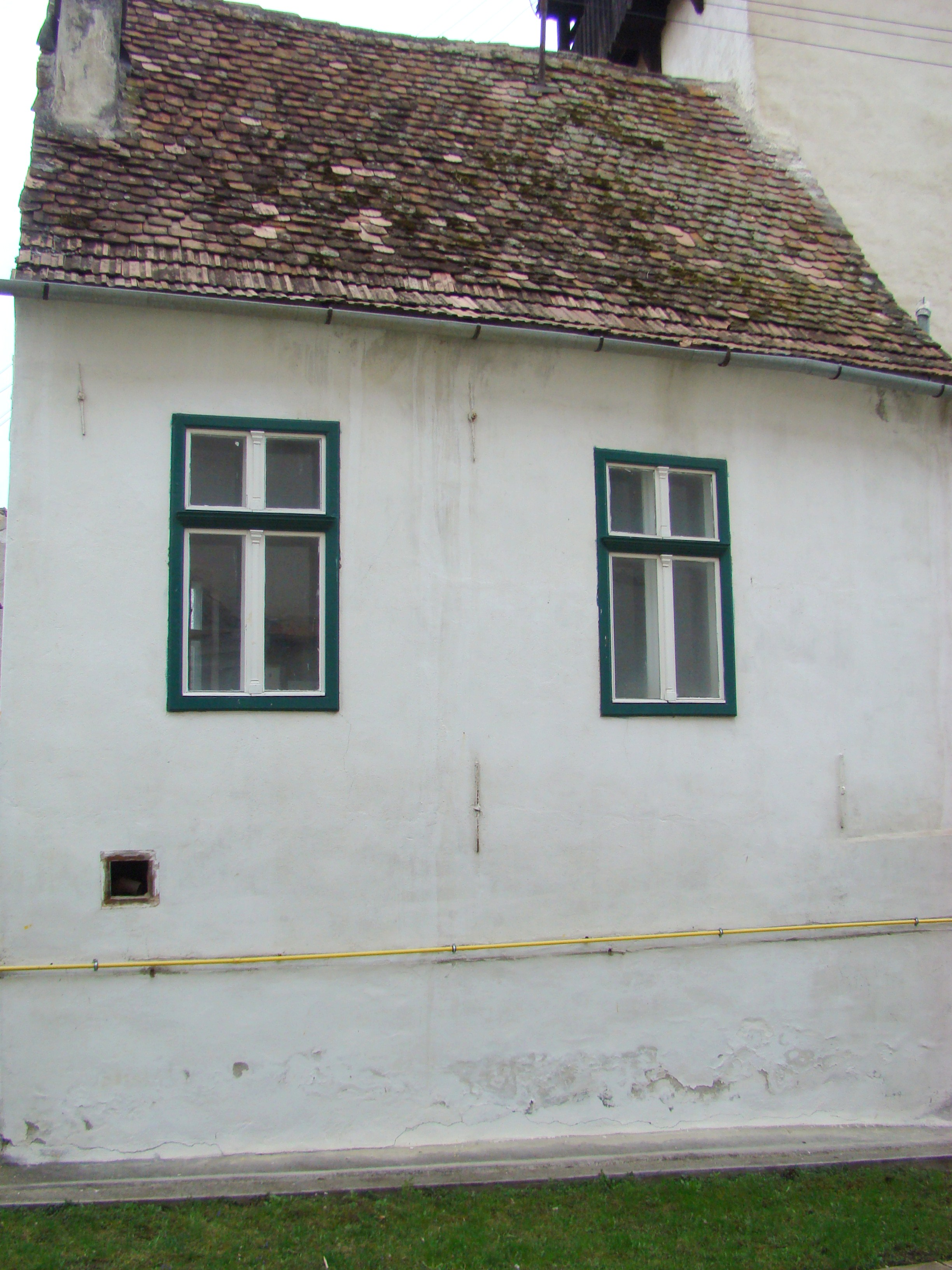
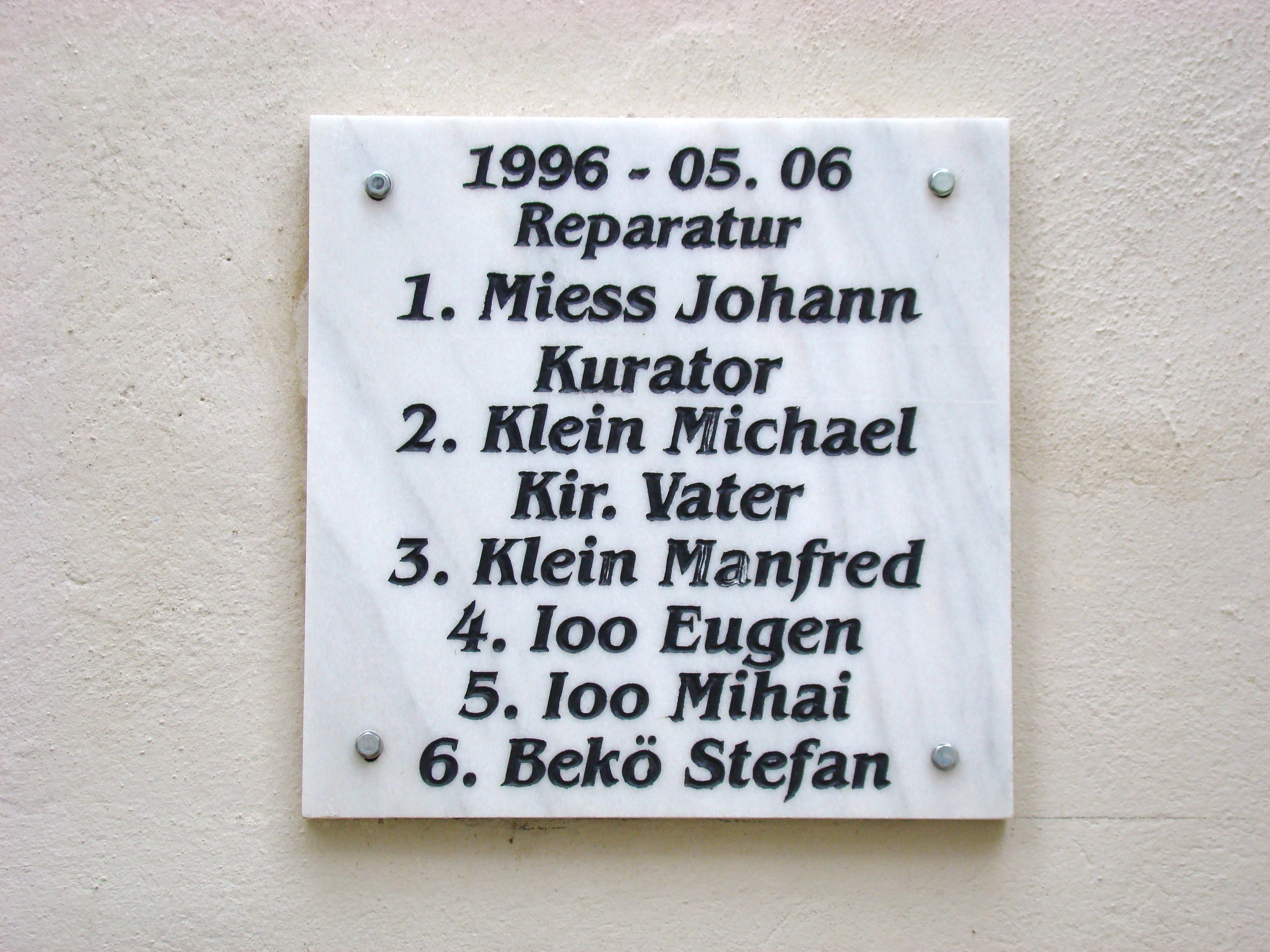
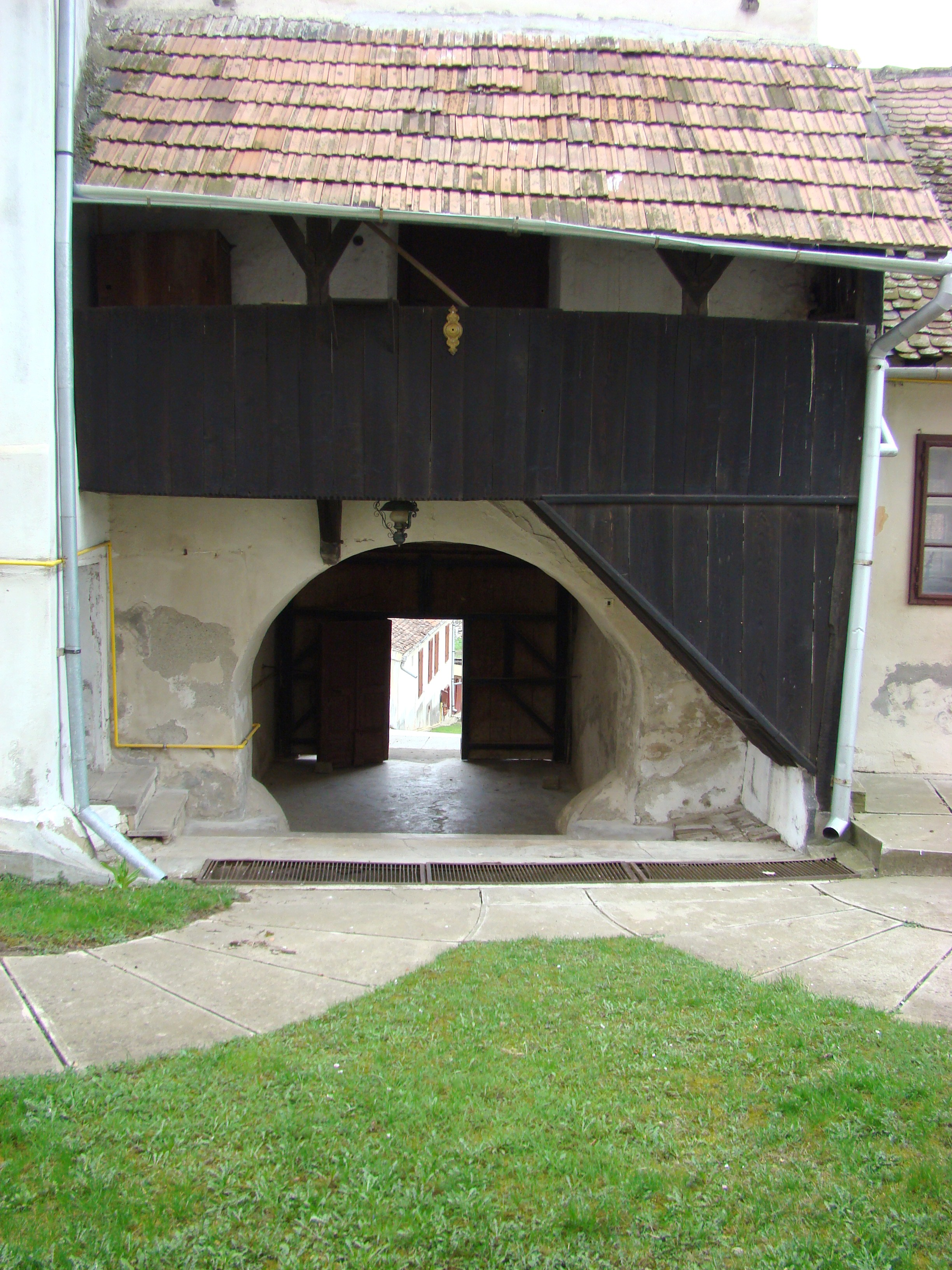
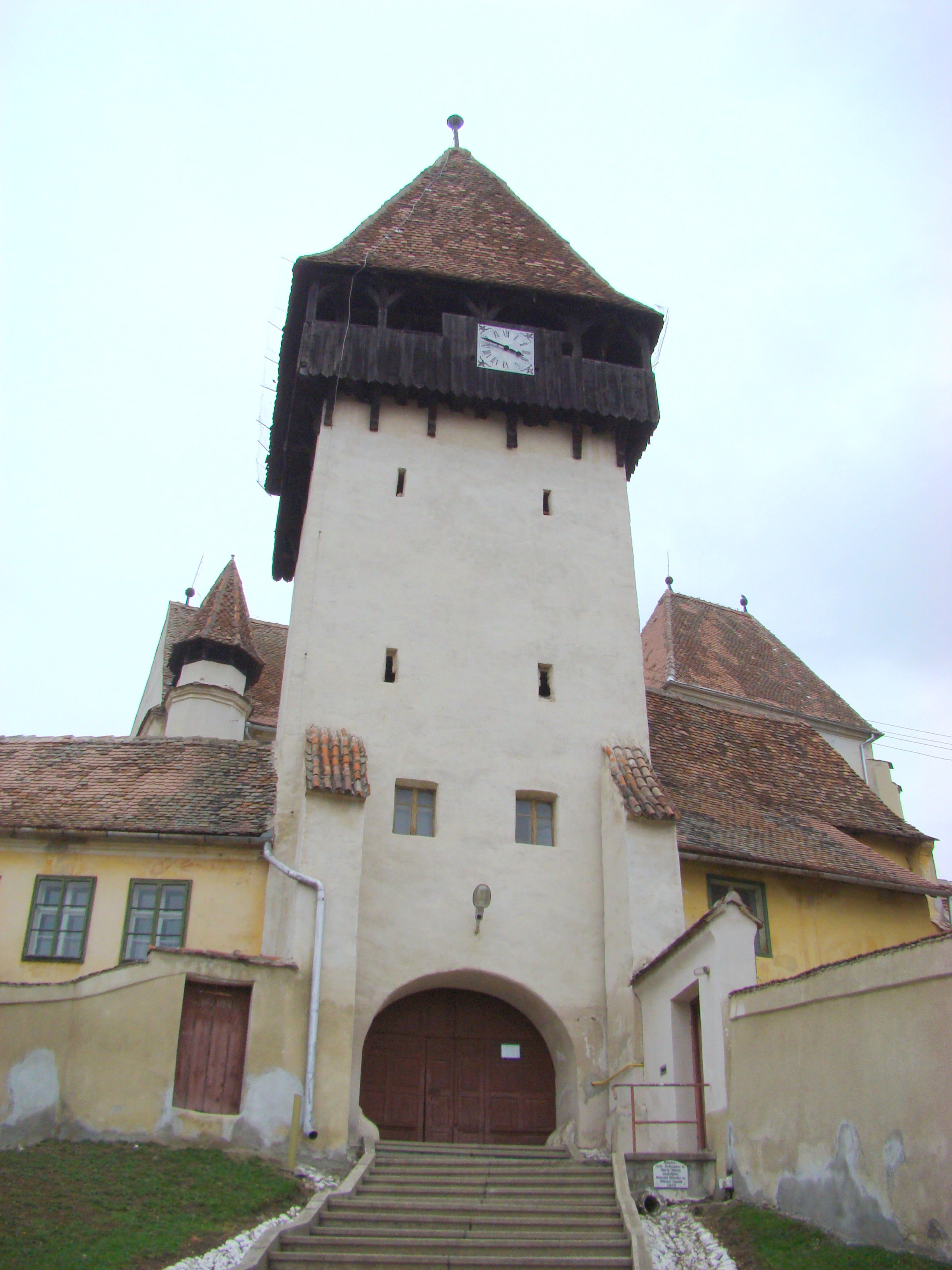
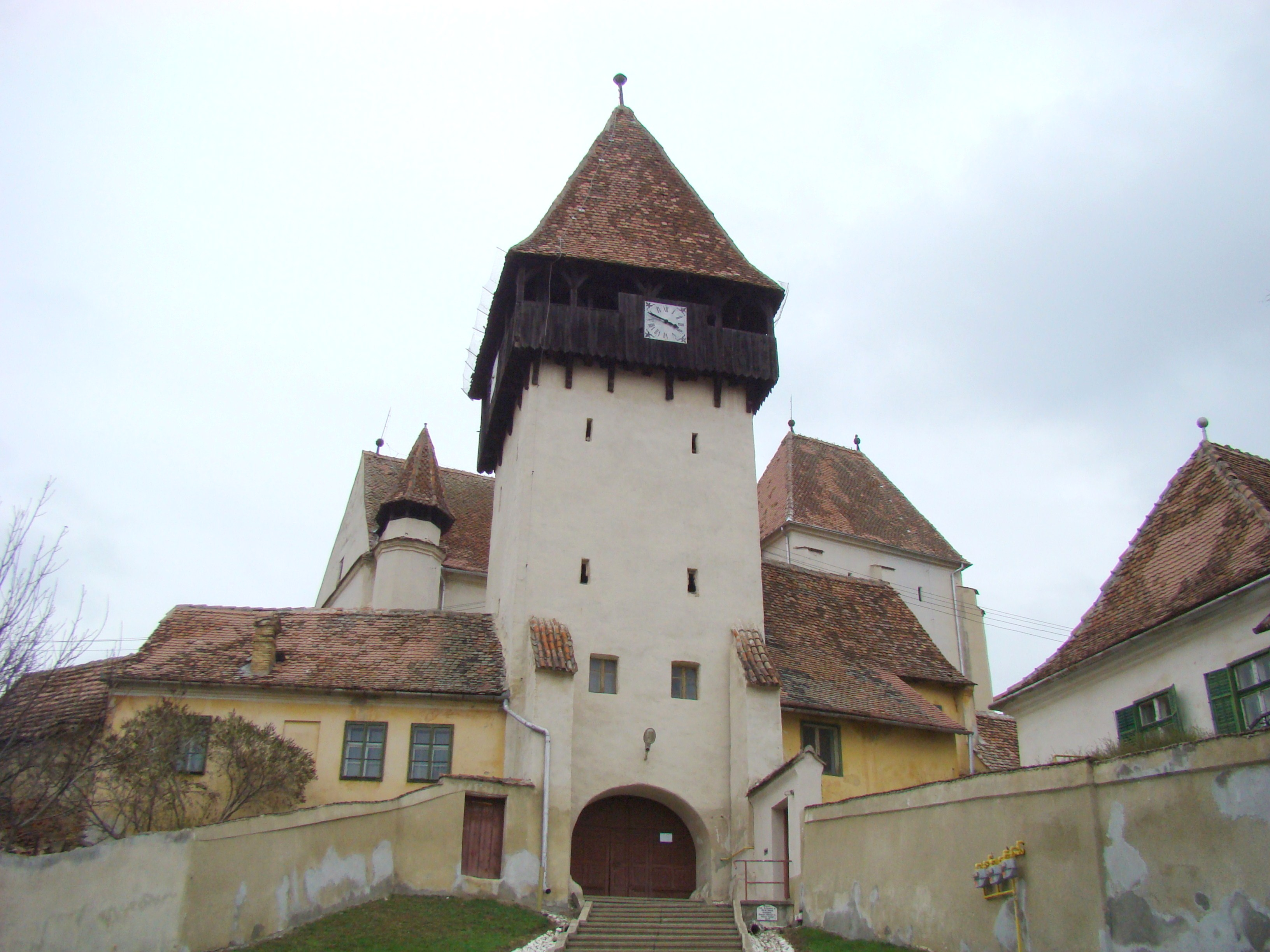
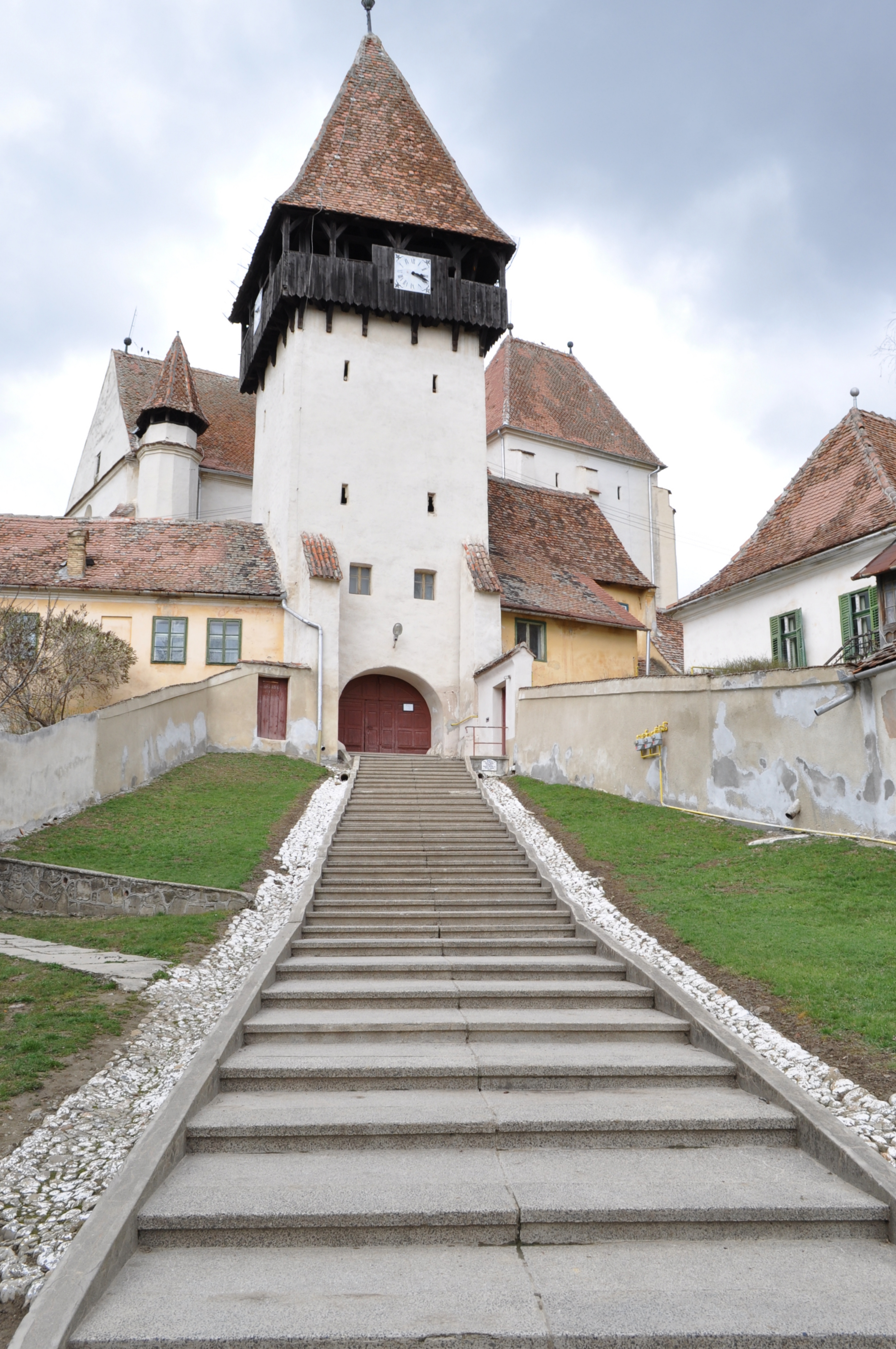
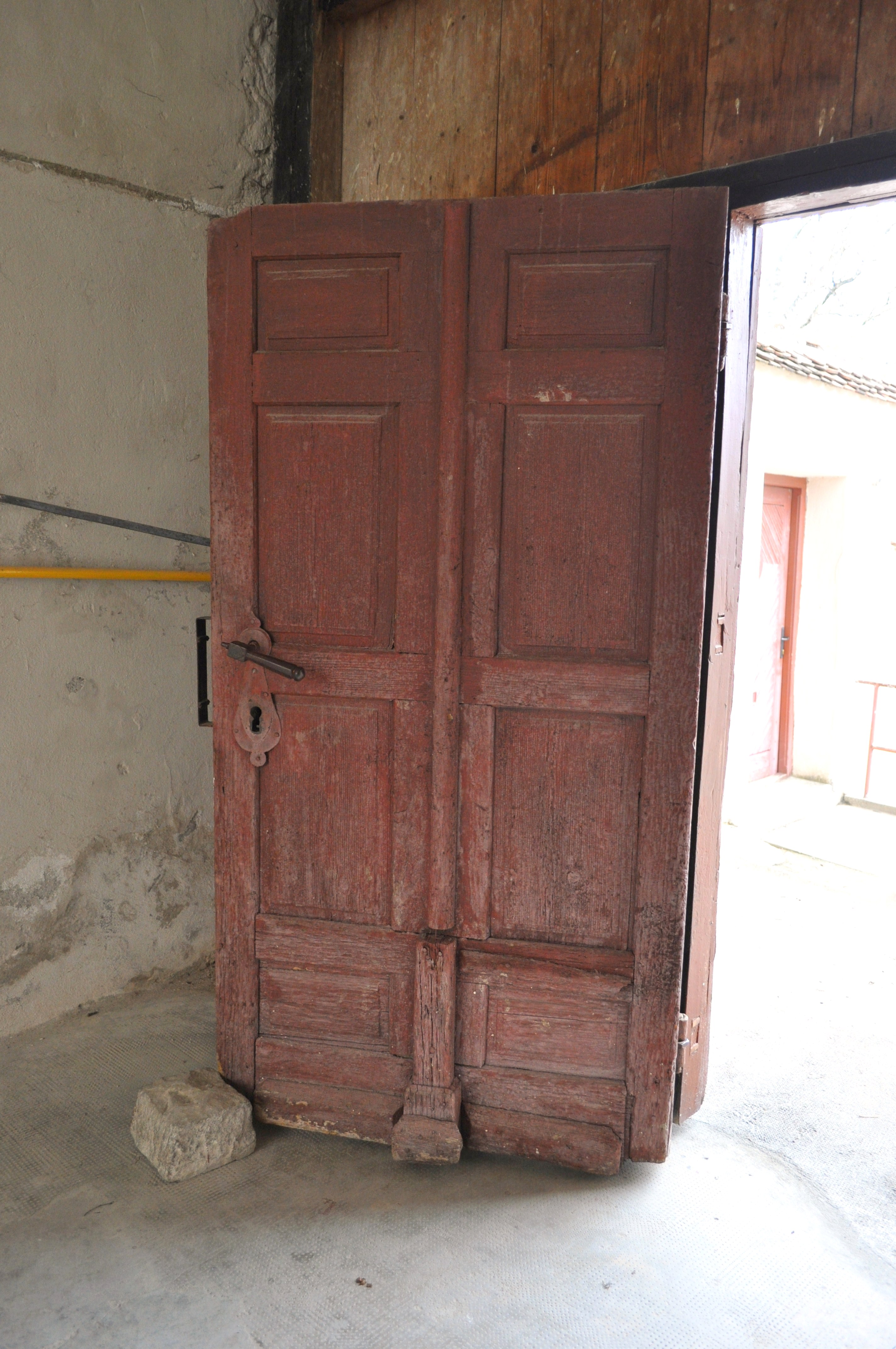

## Imagini din interior

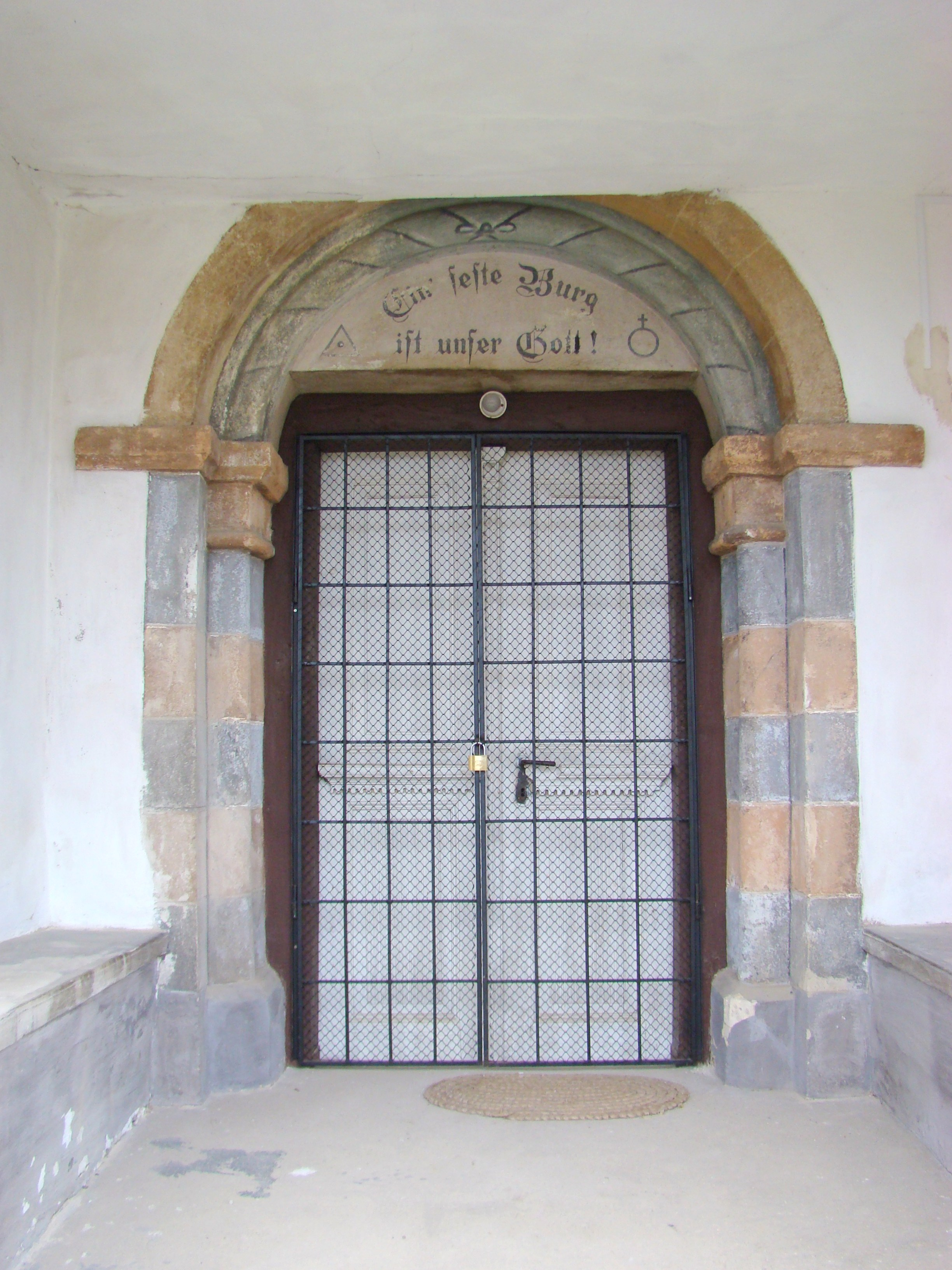
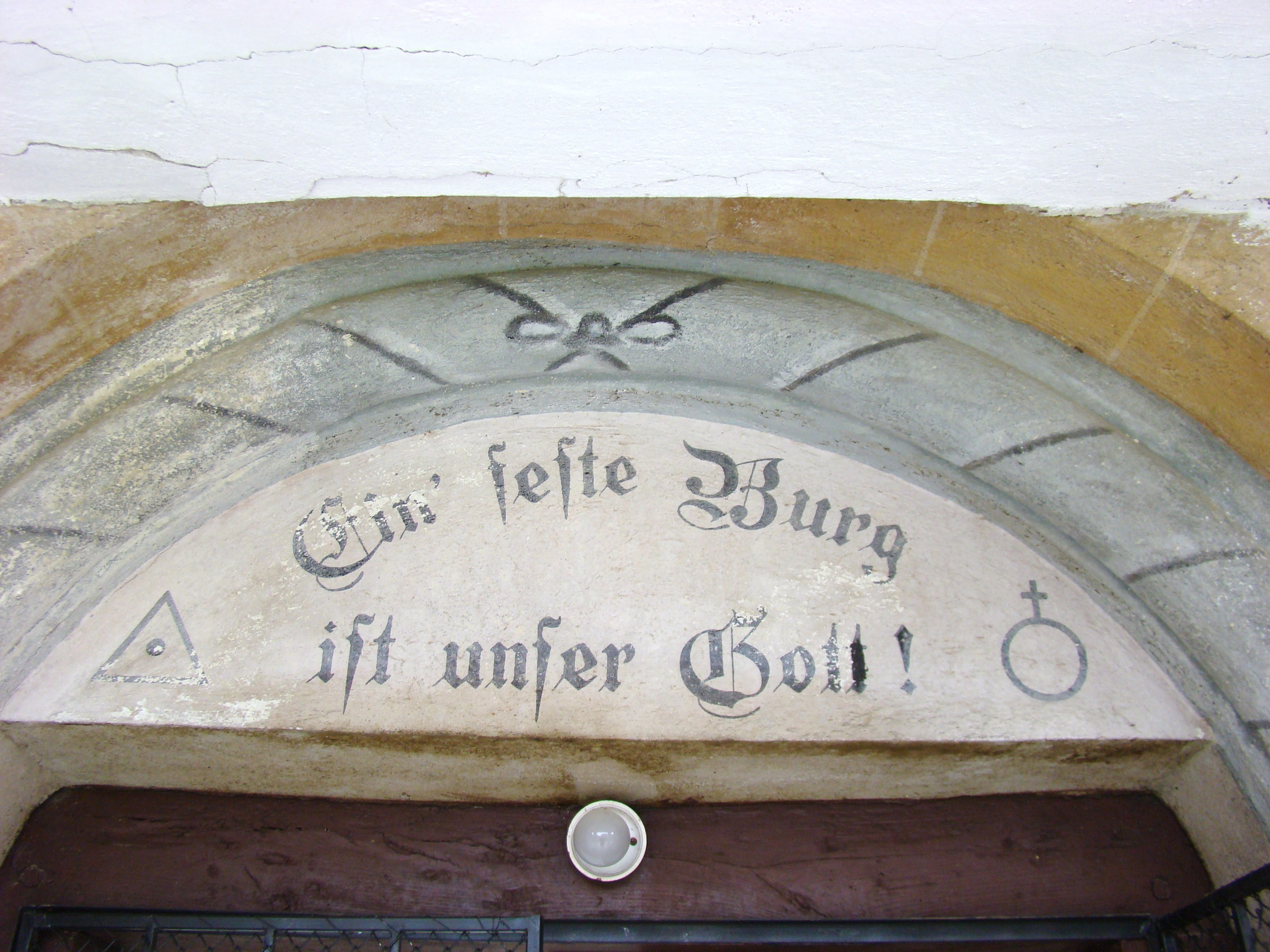
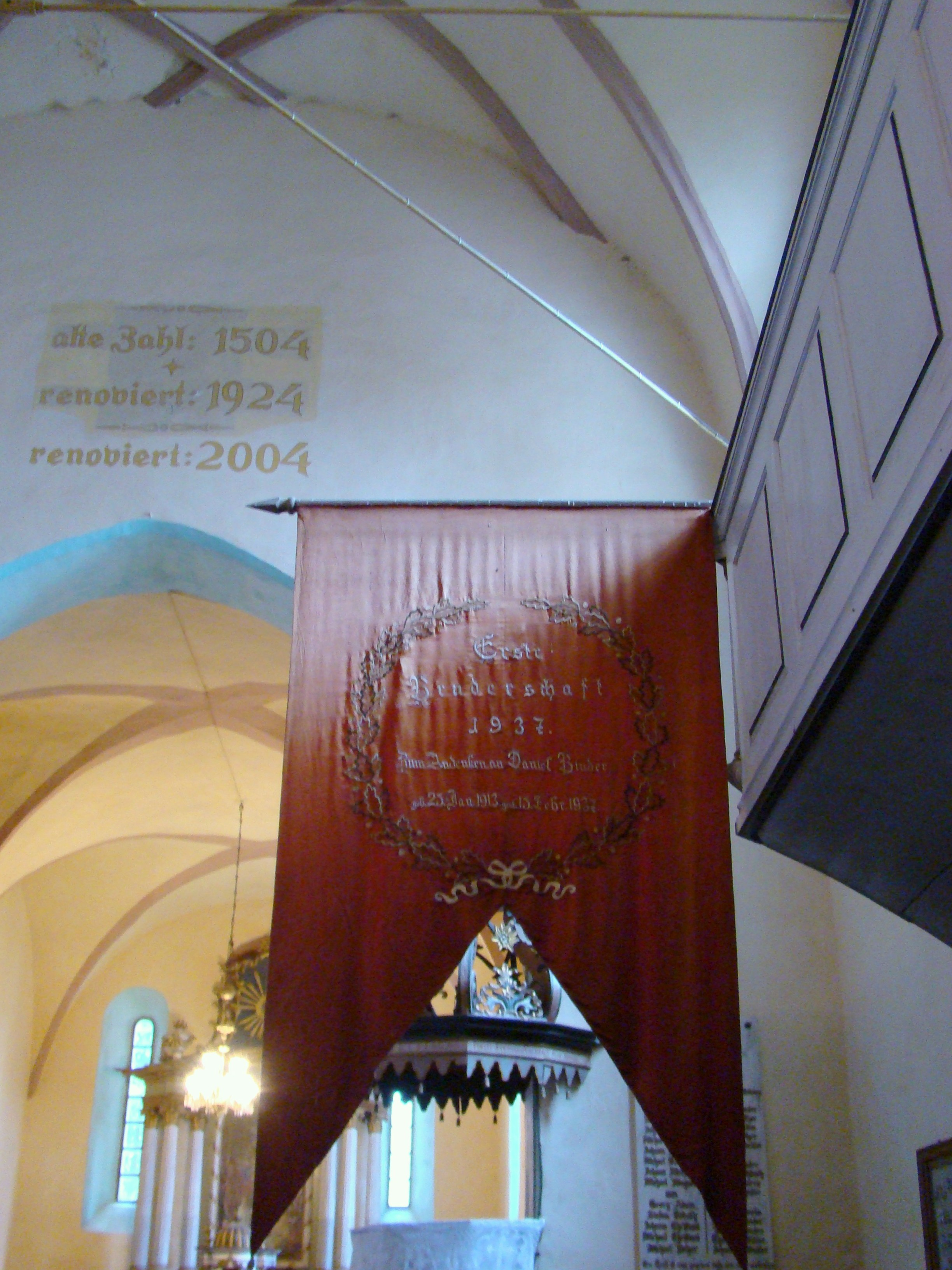
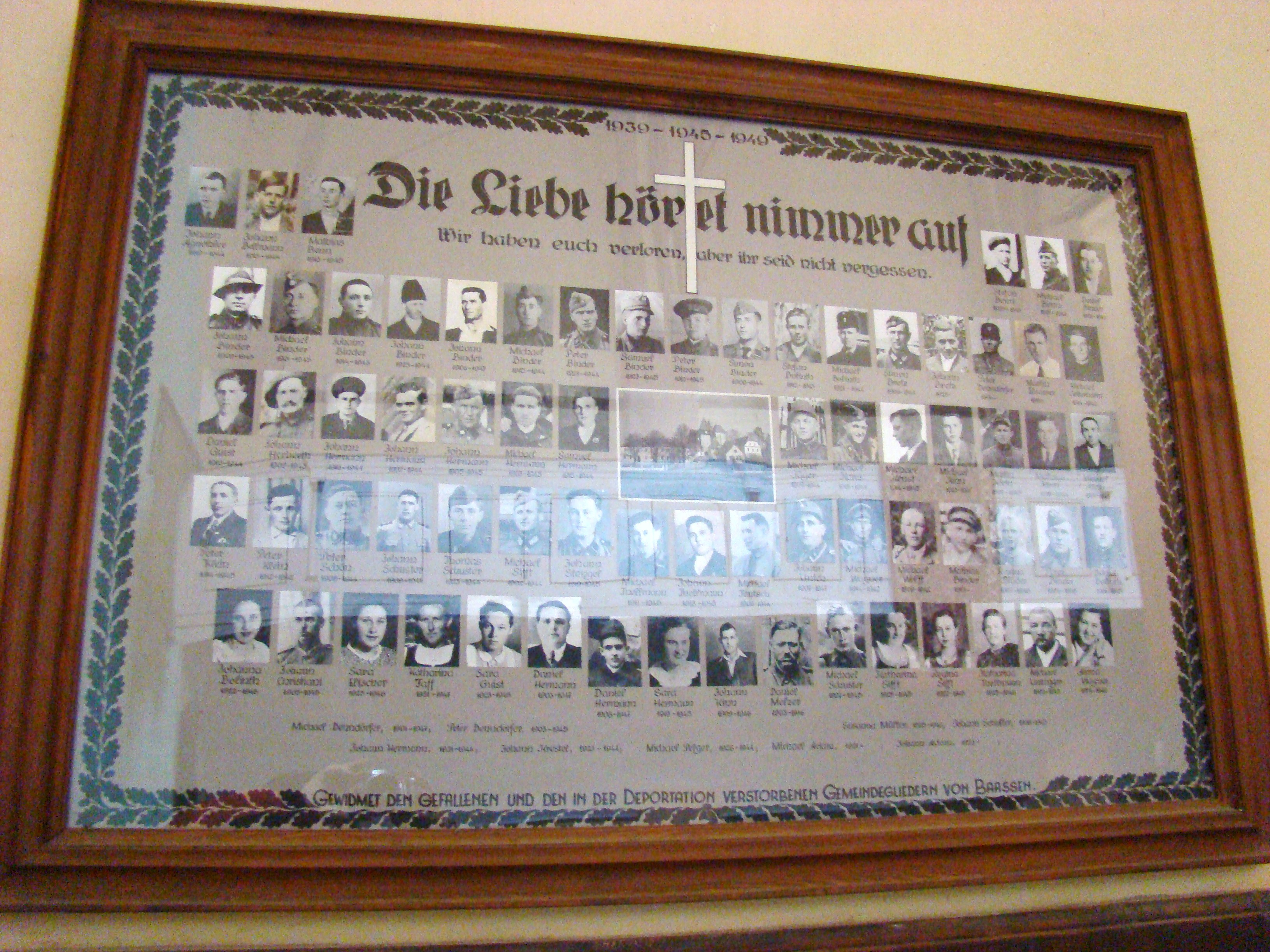
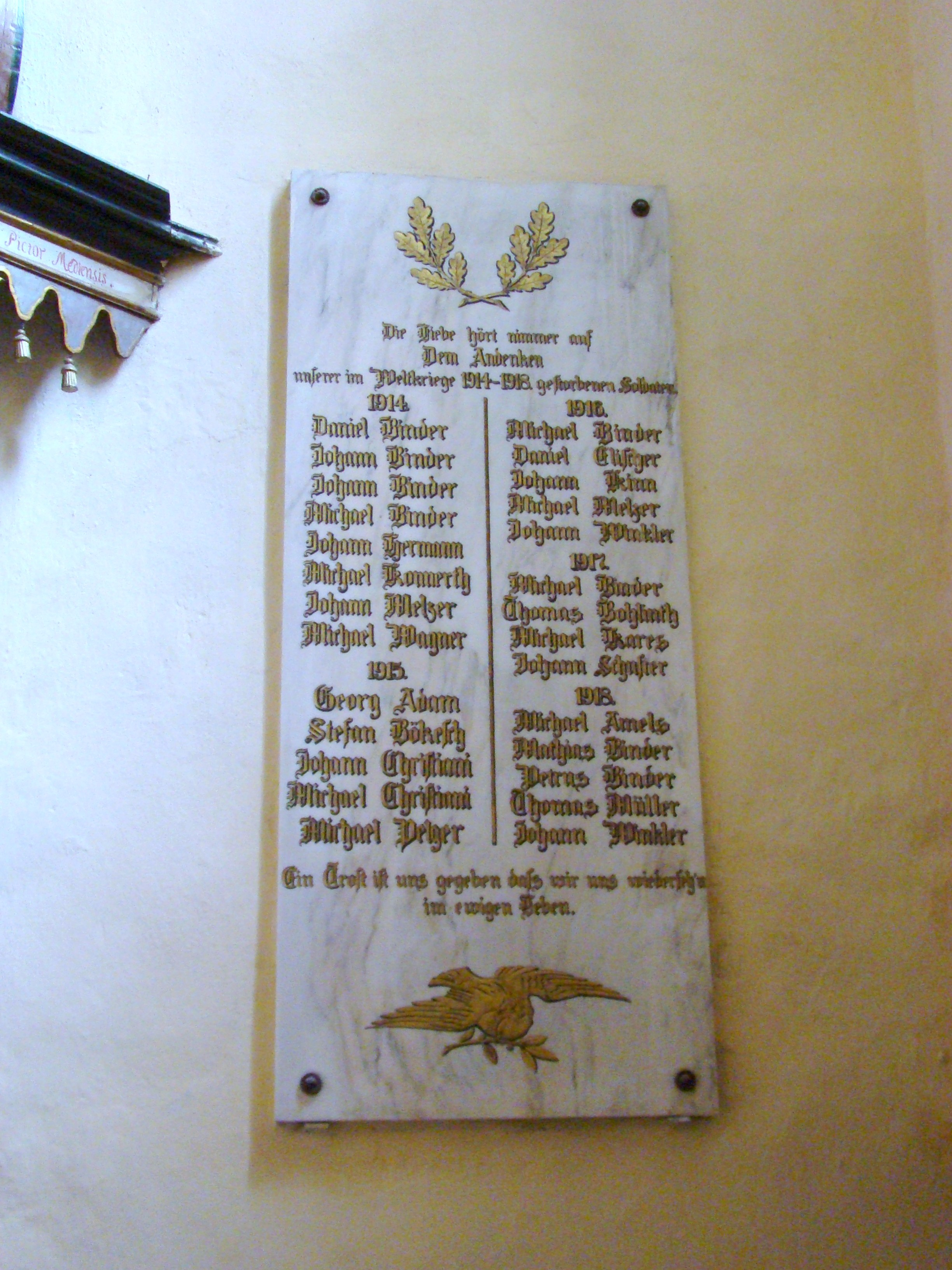
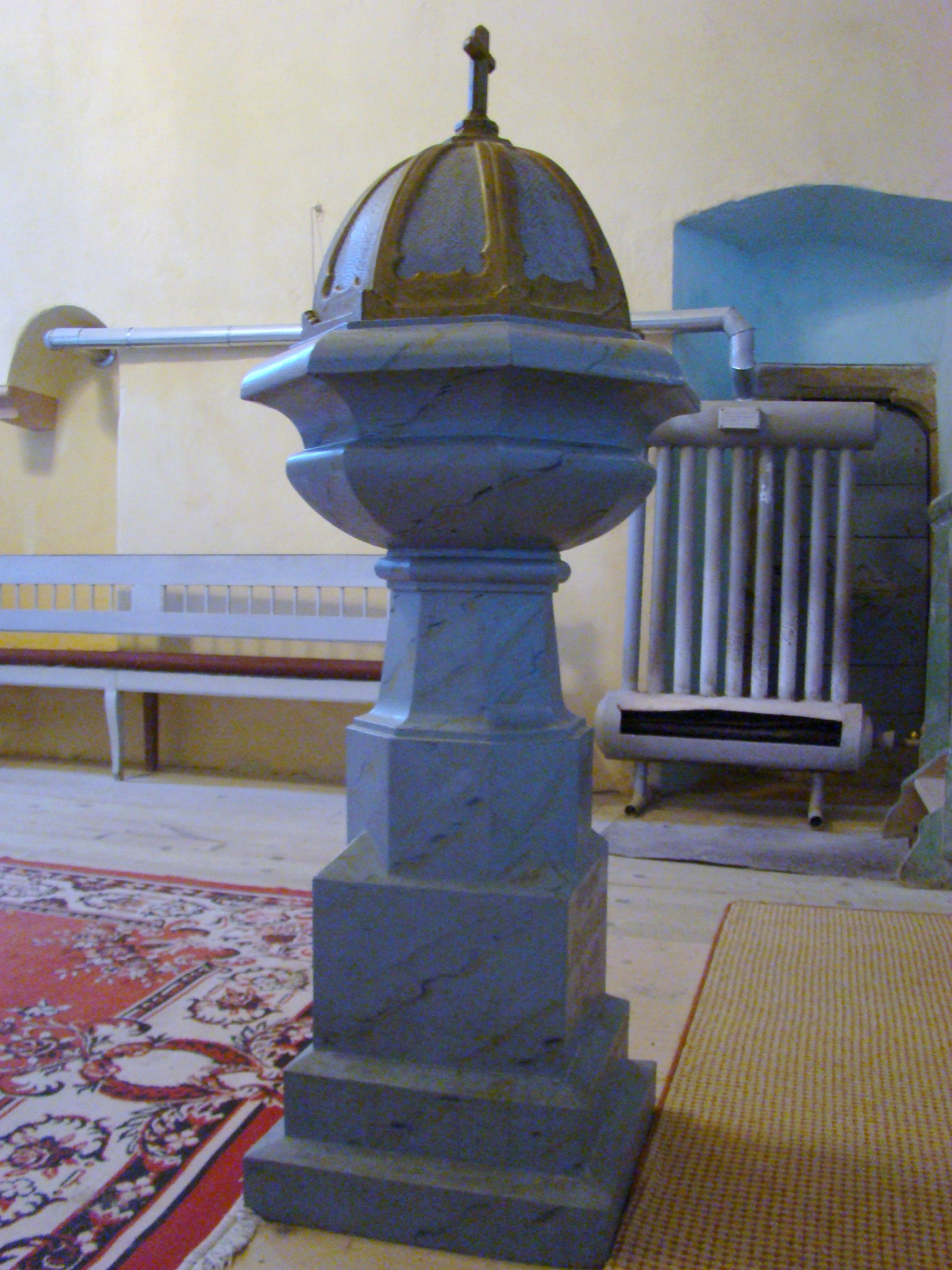
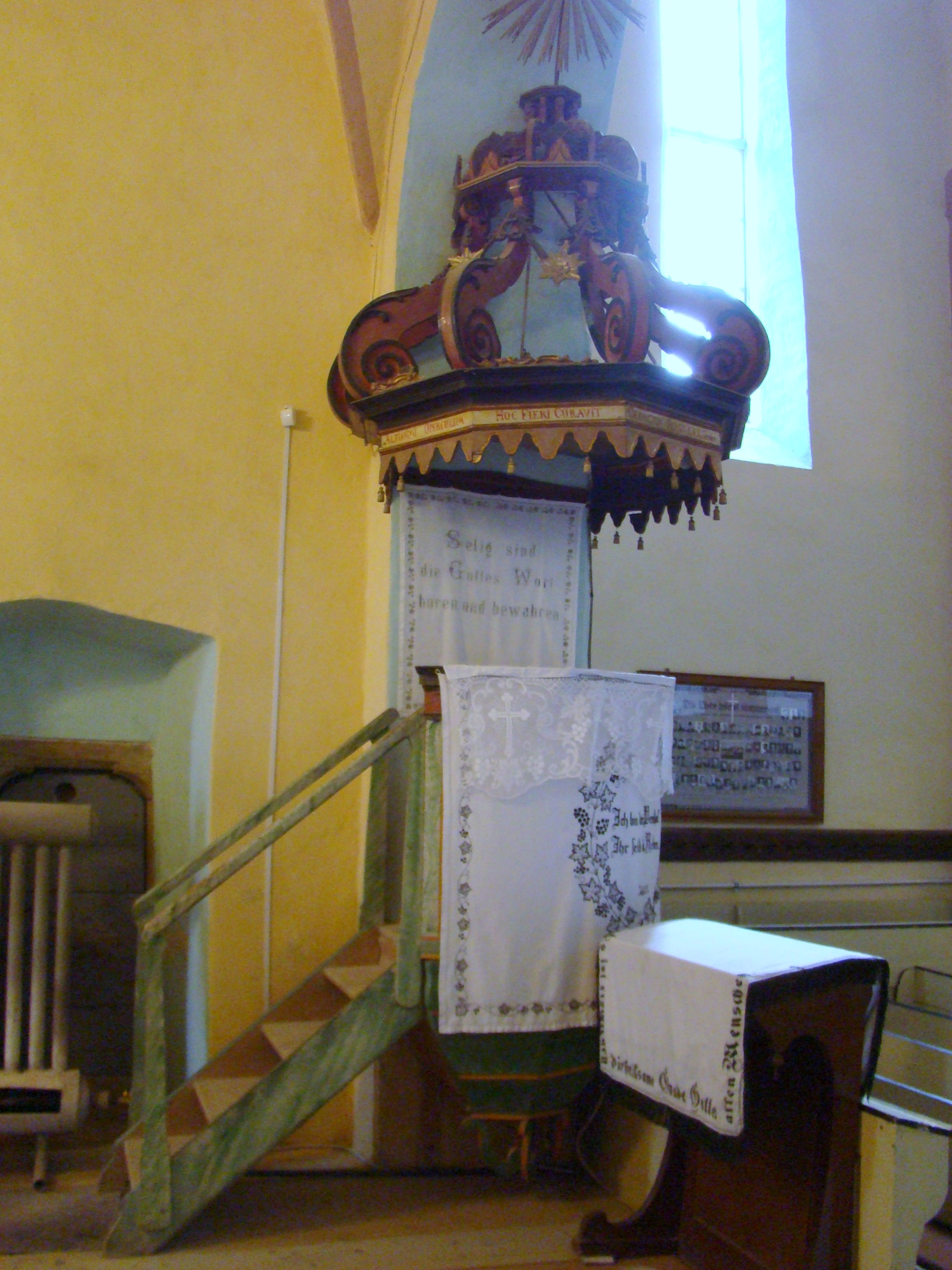
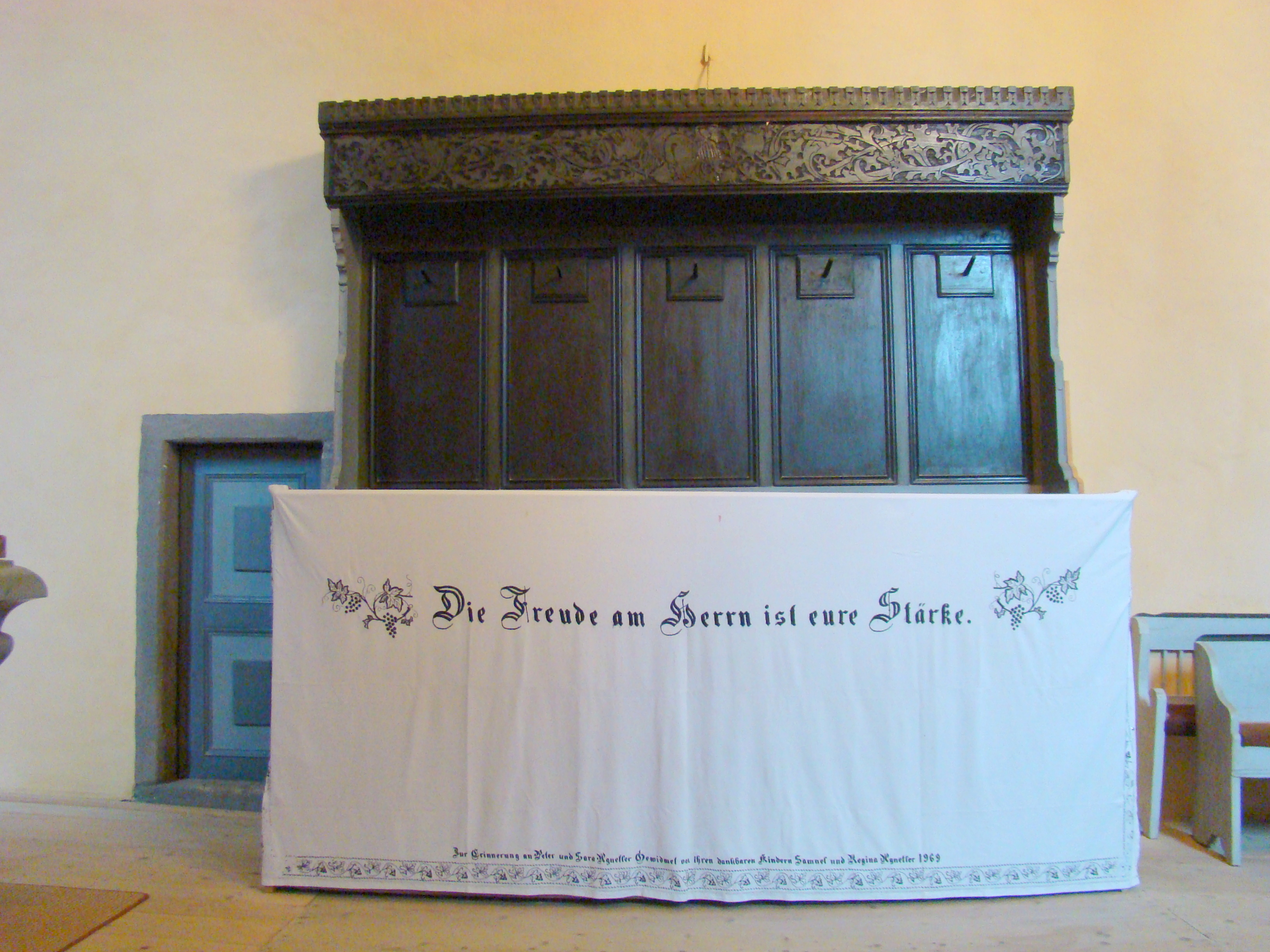
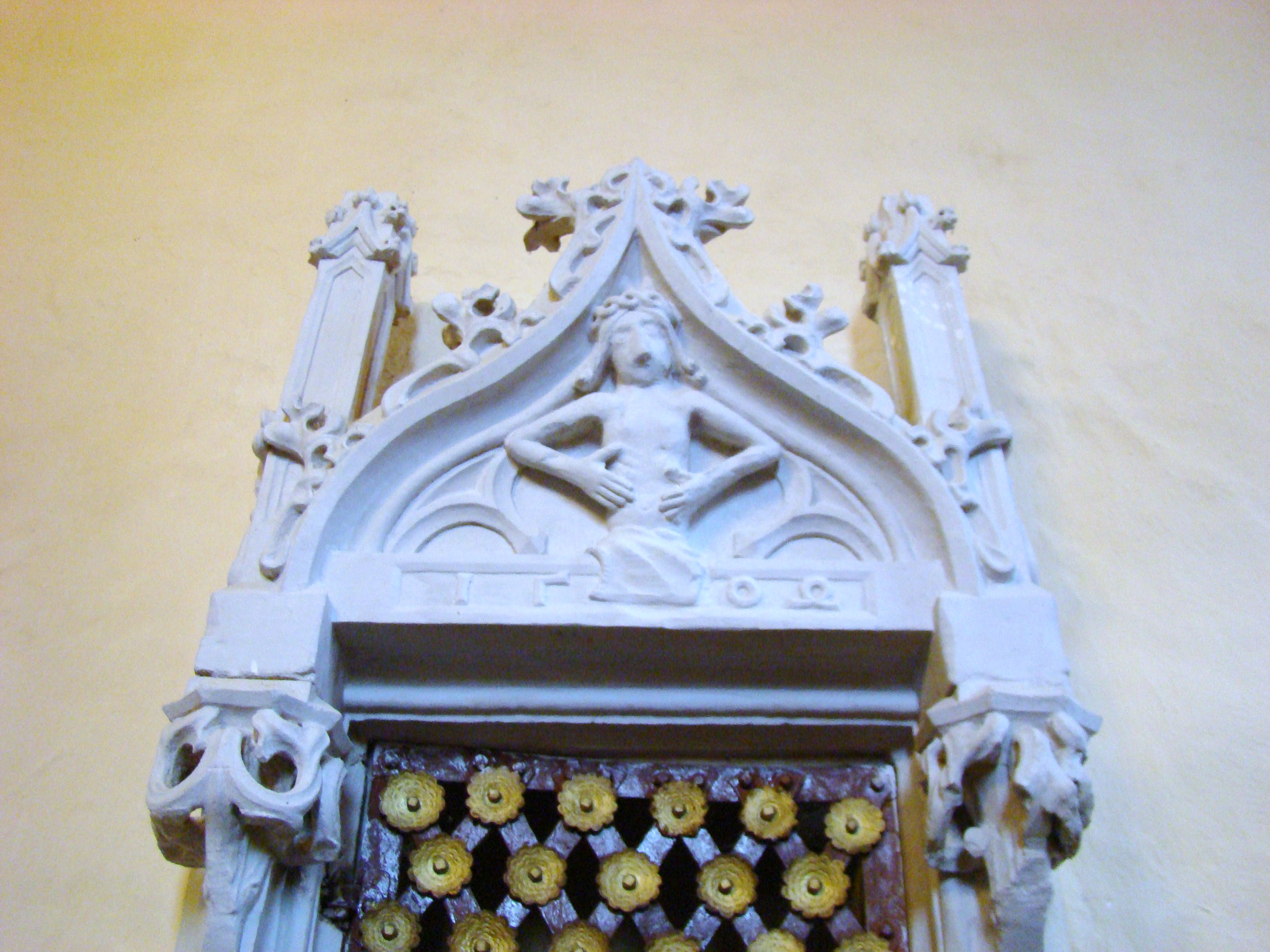
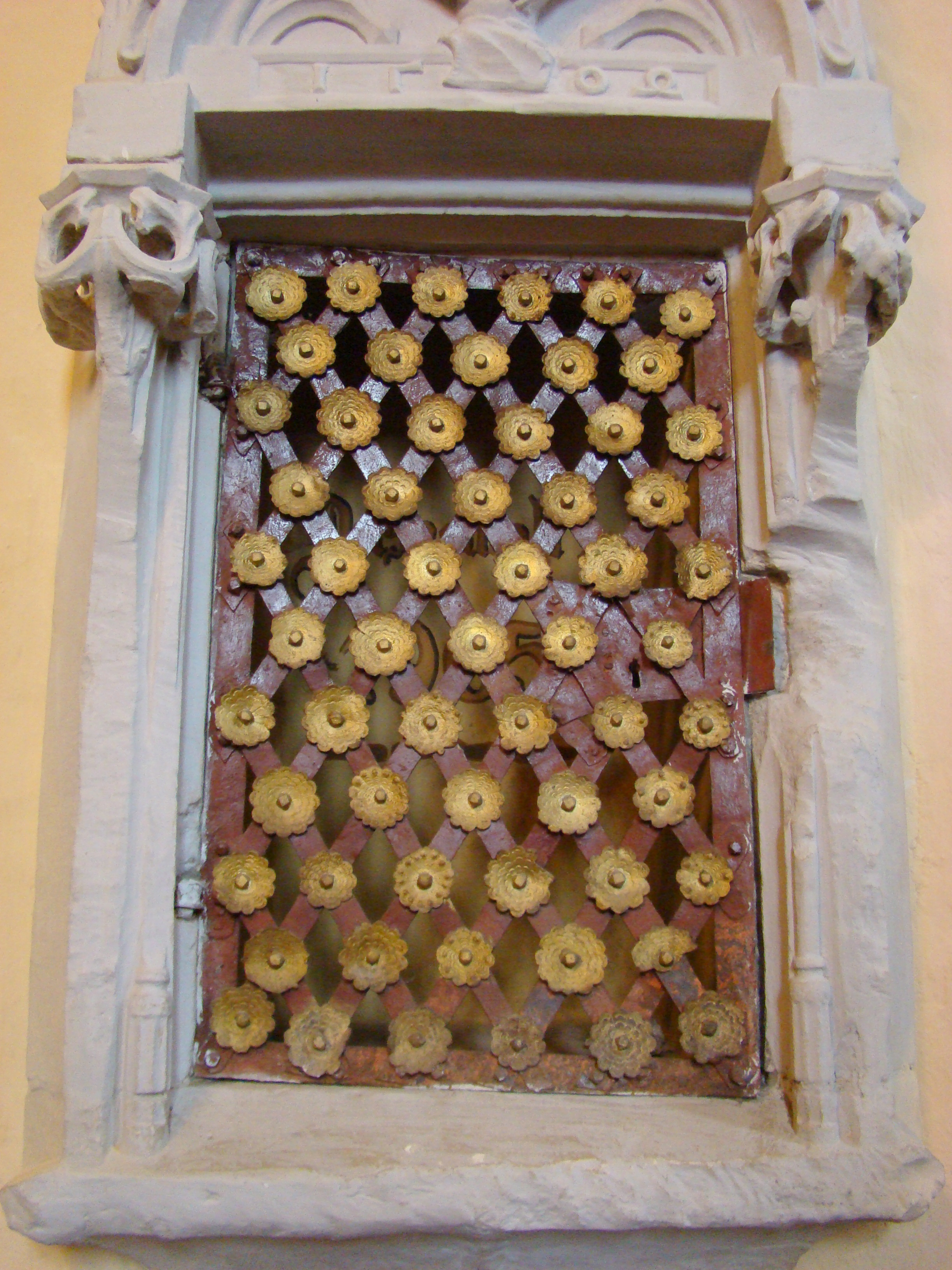
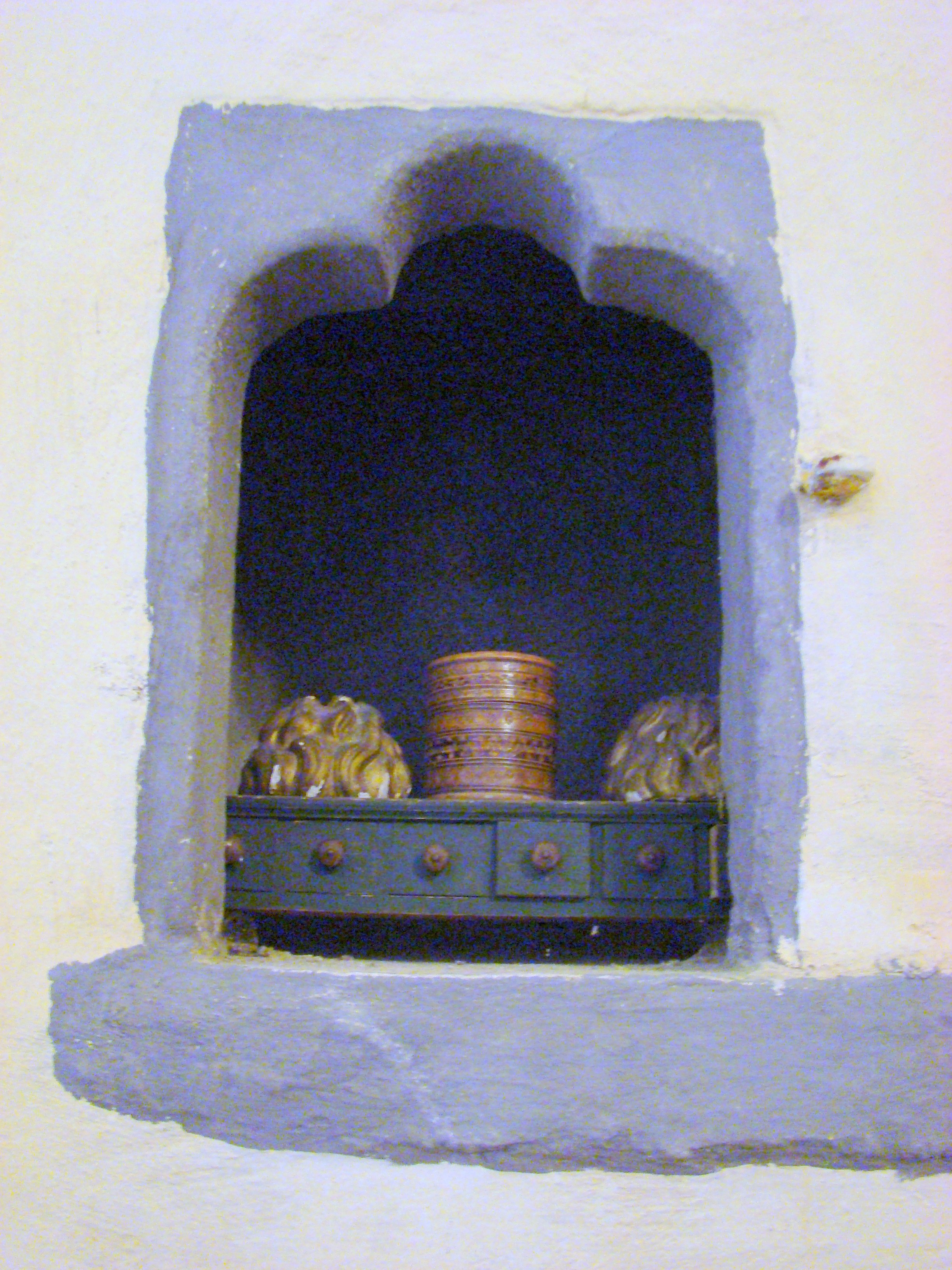
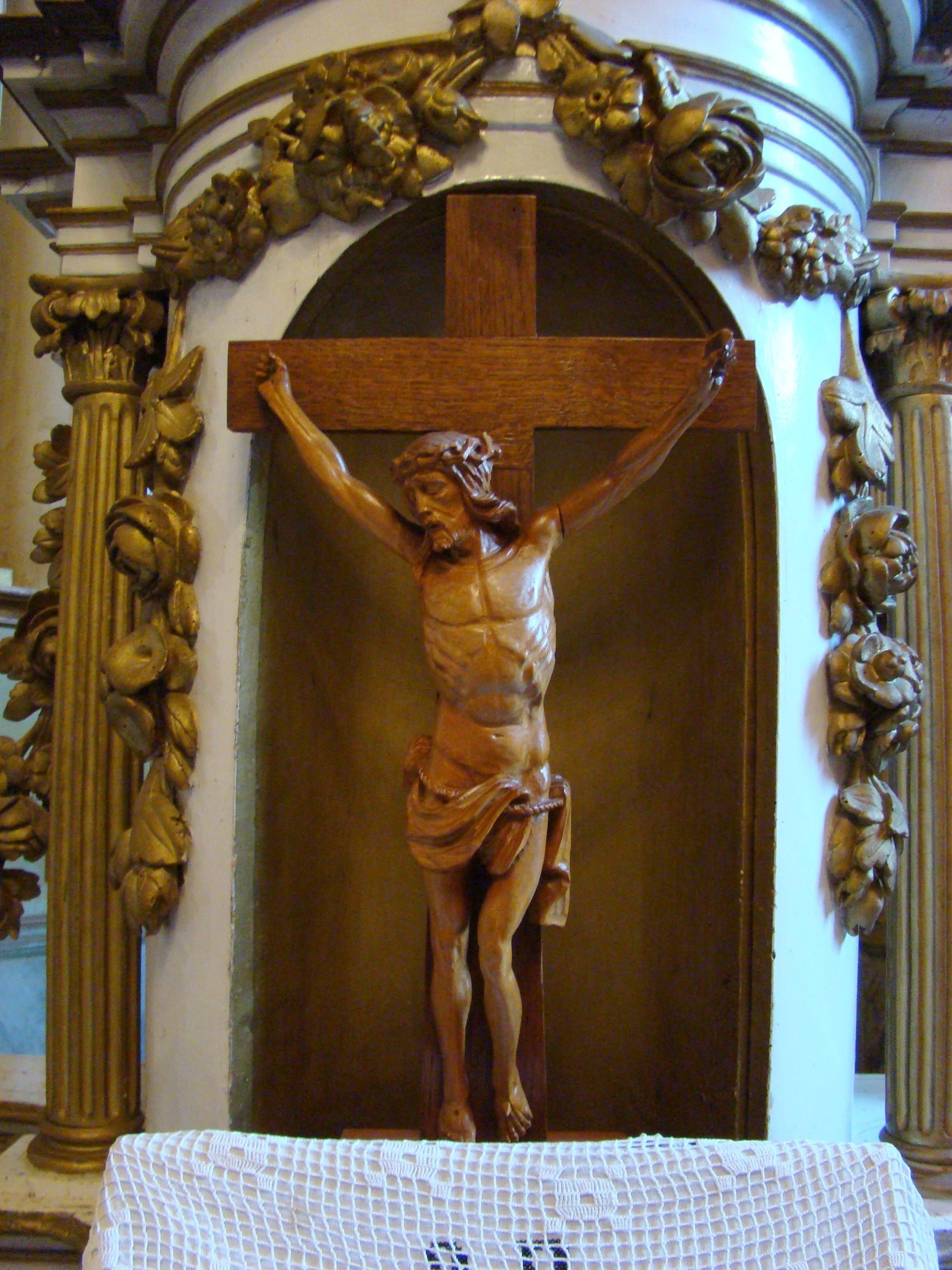
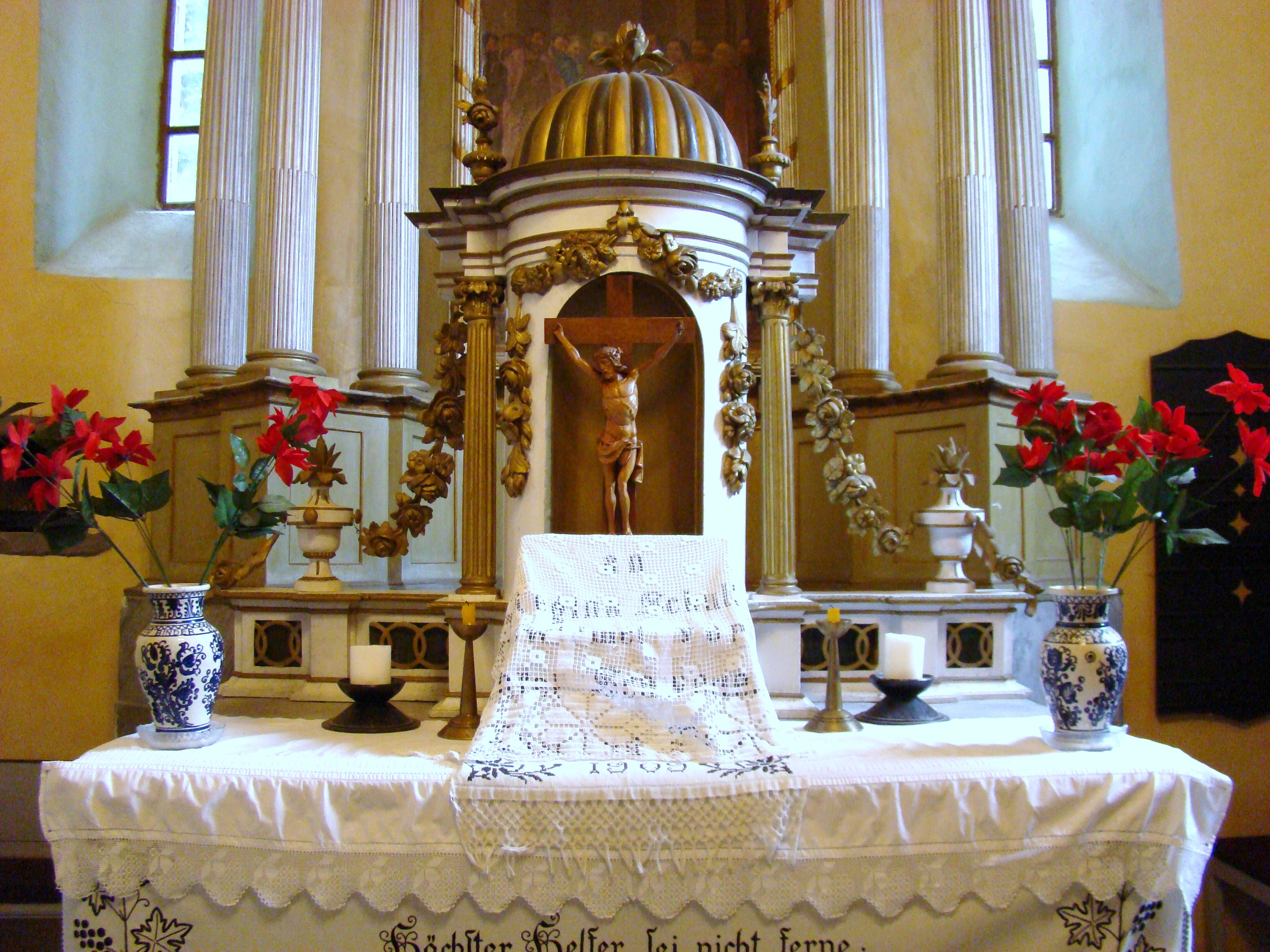
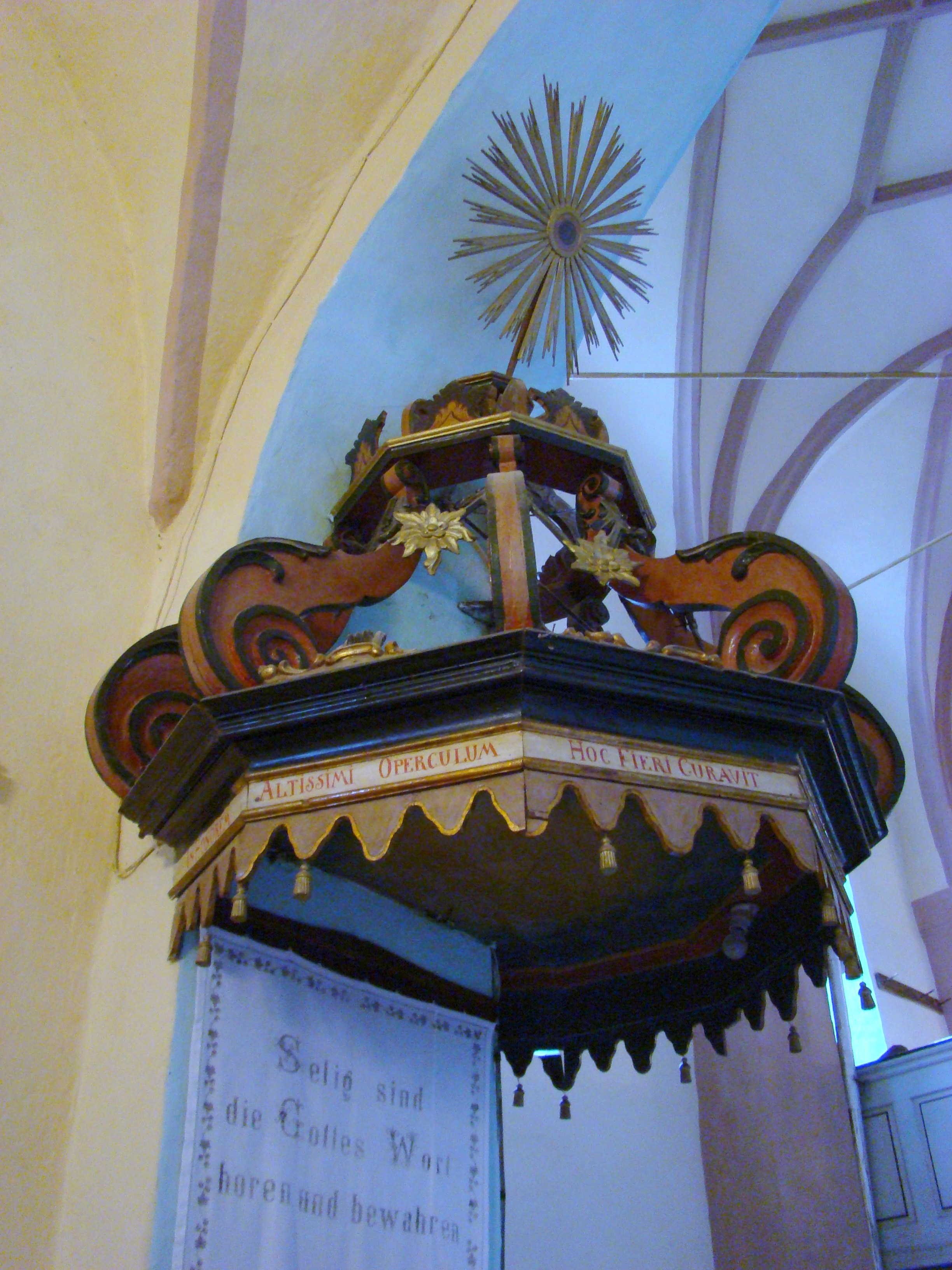
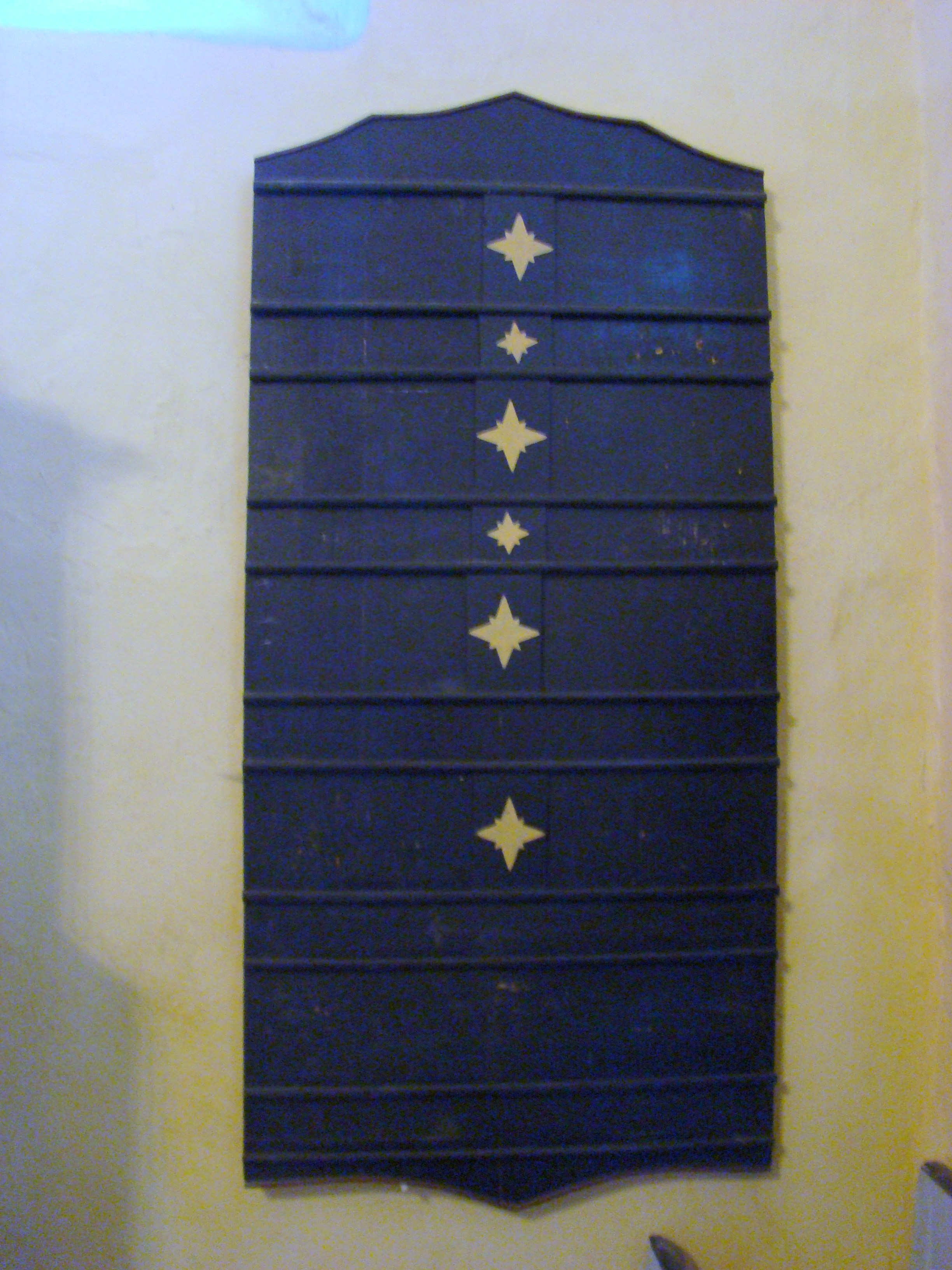
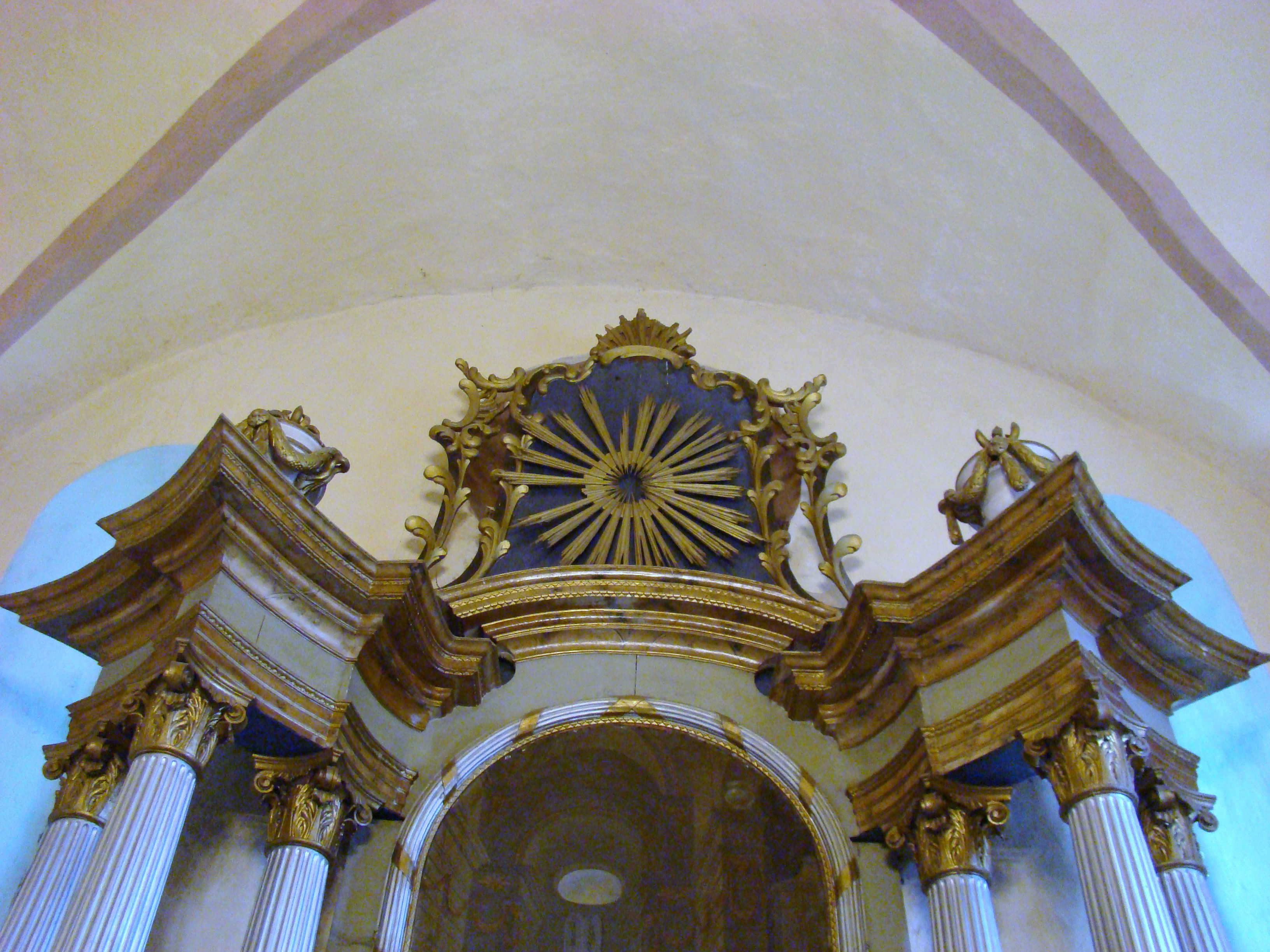
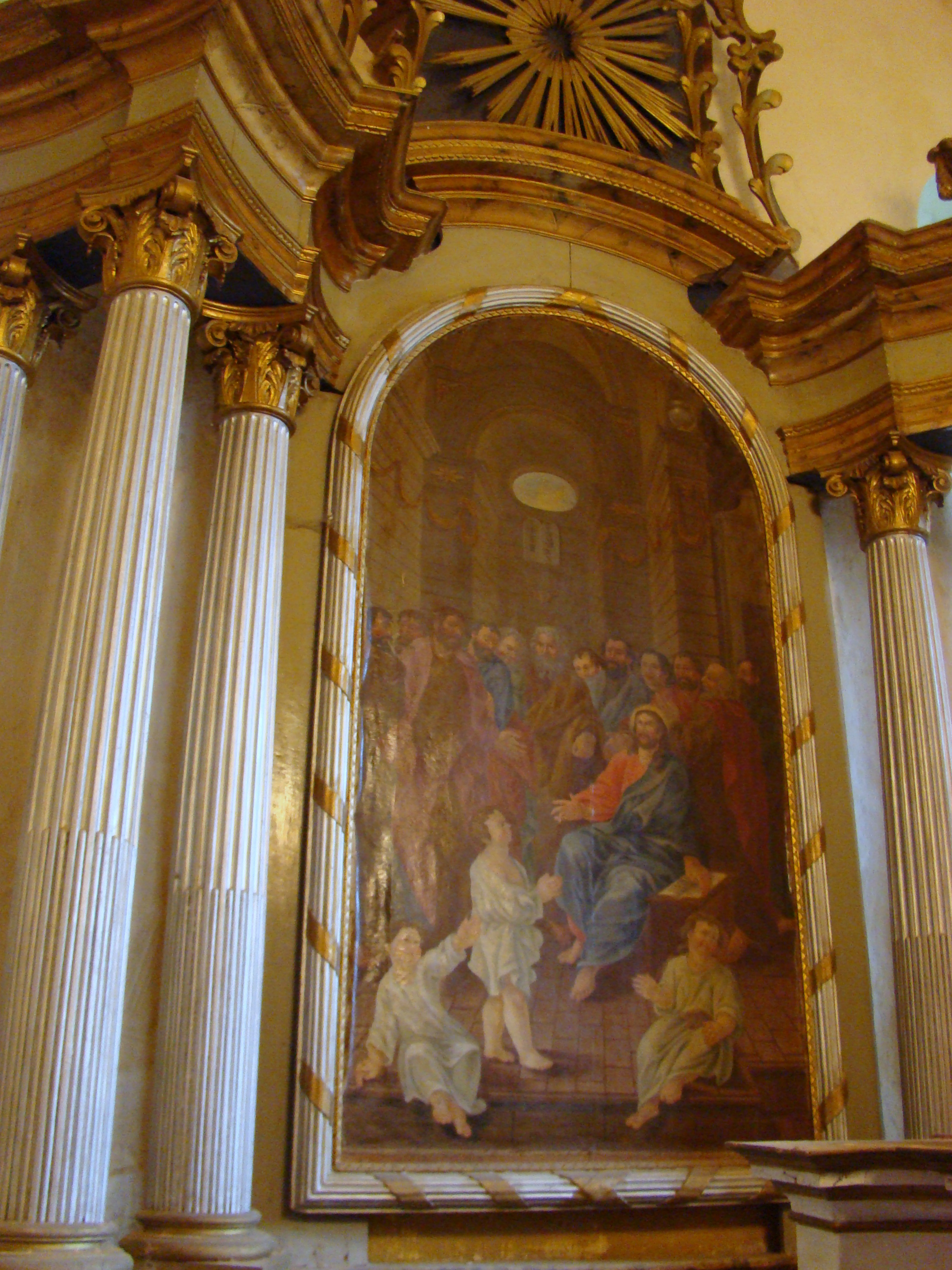
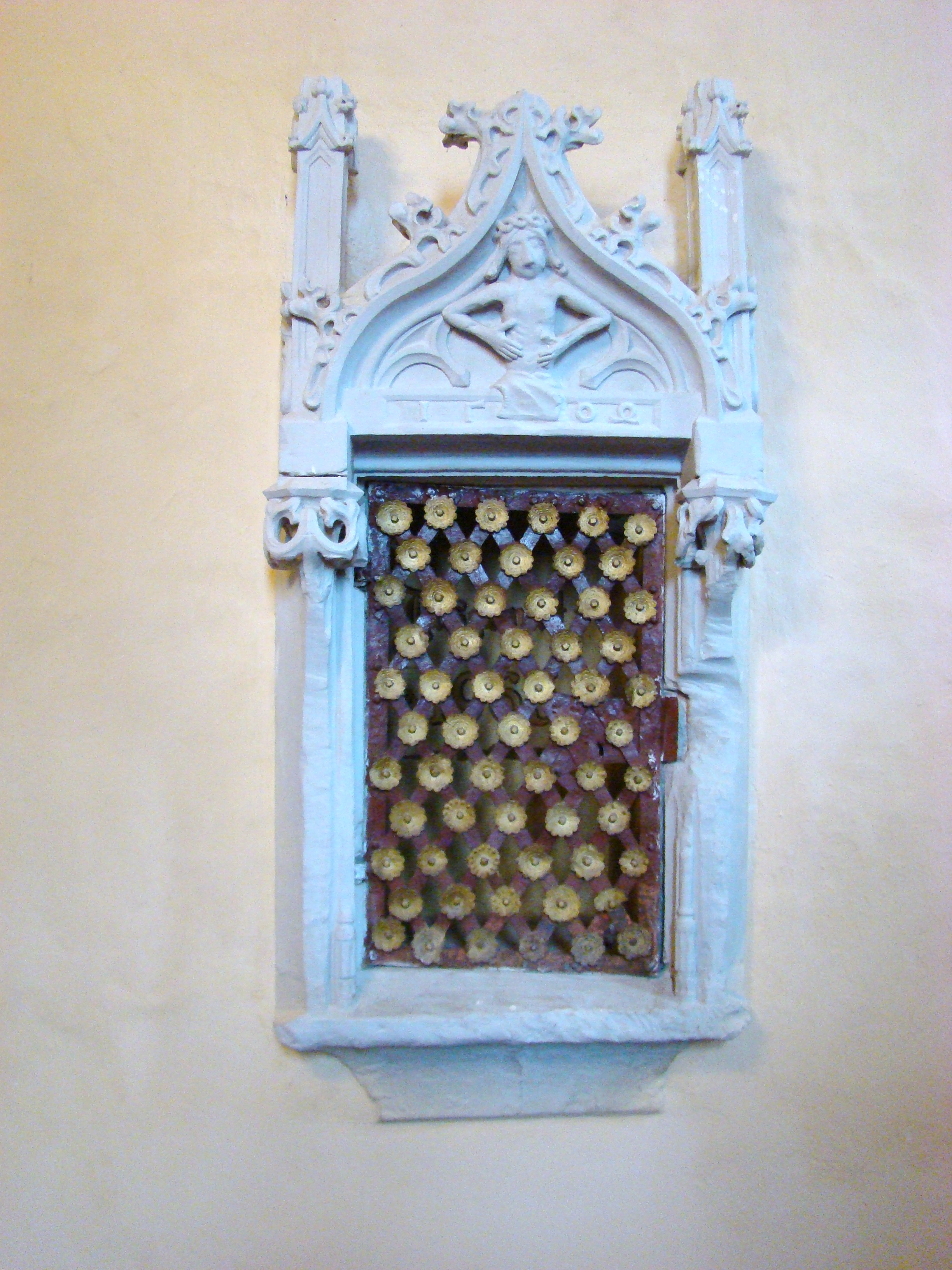
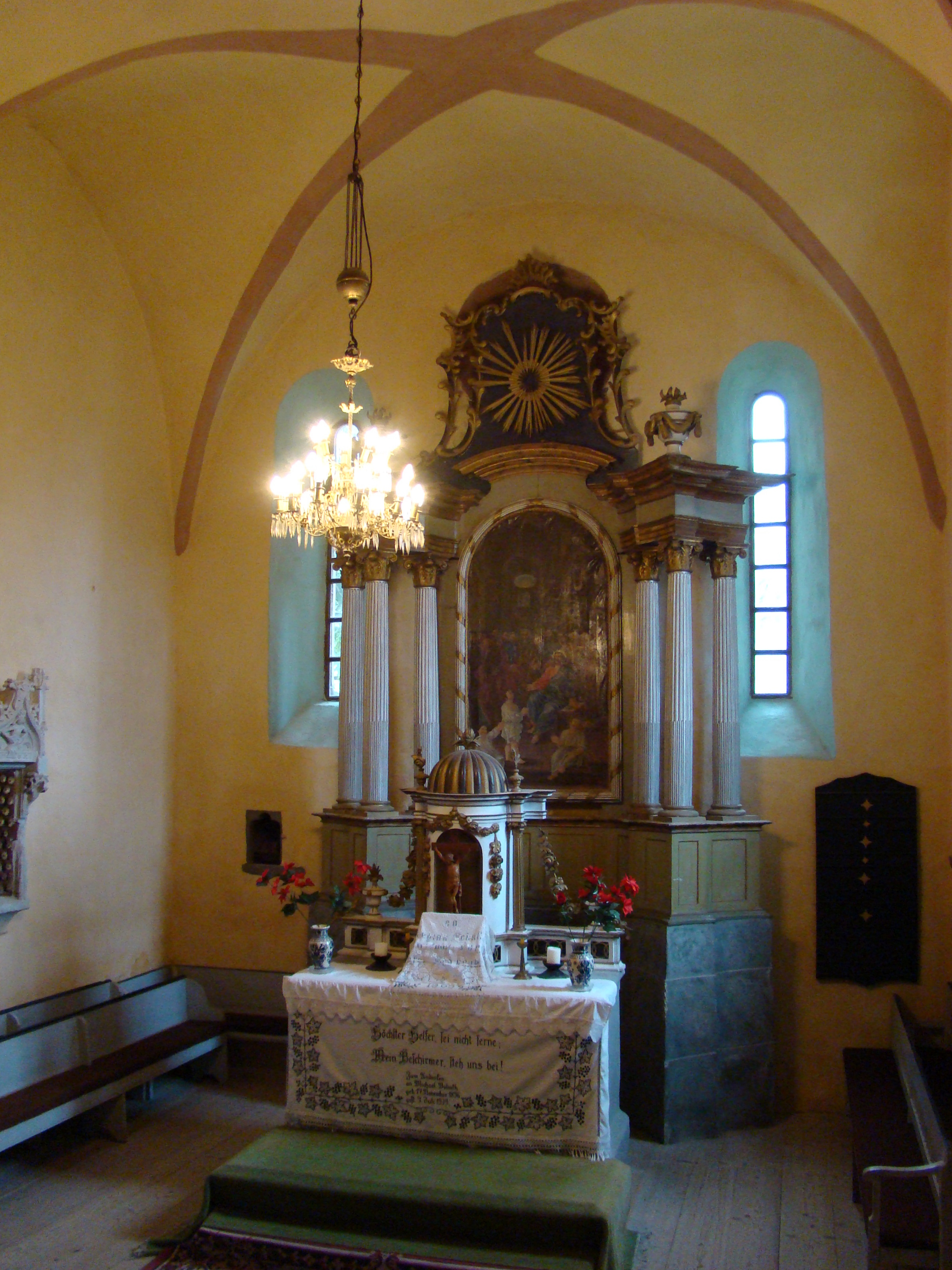
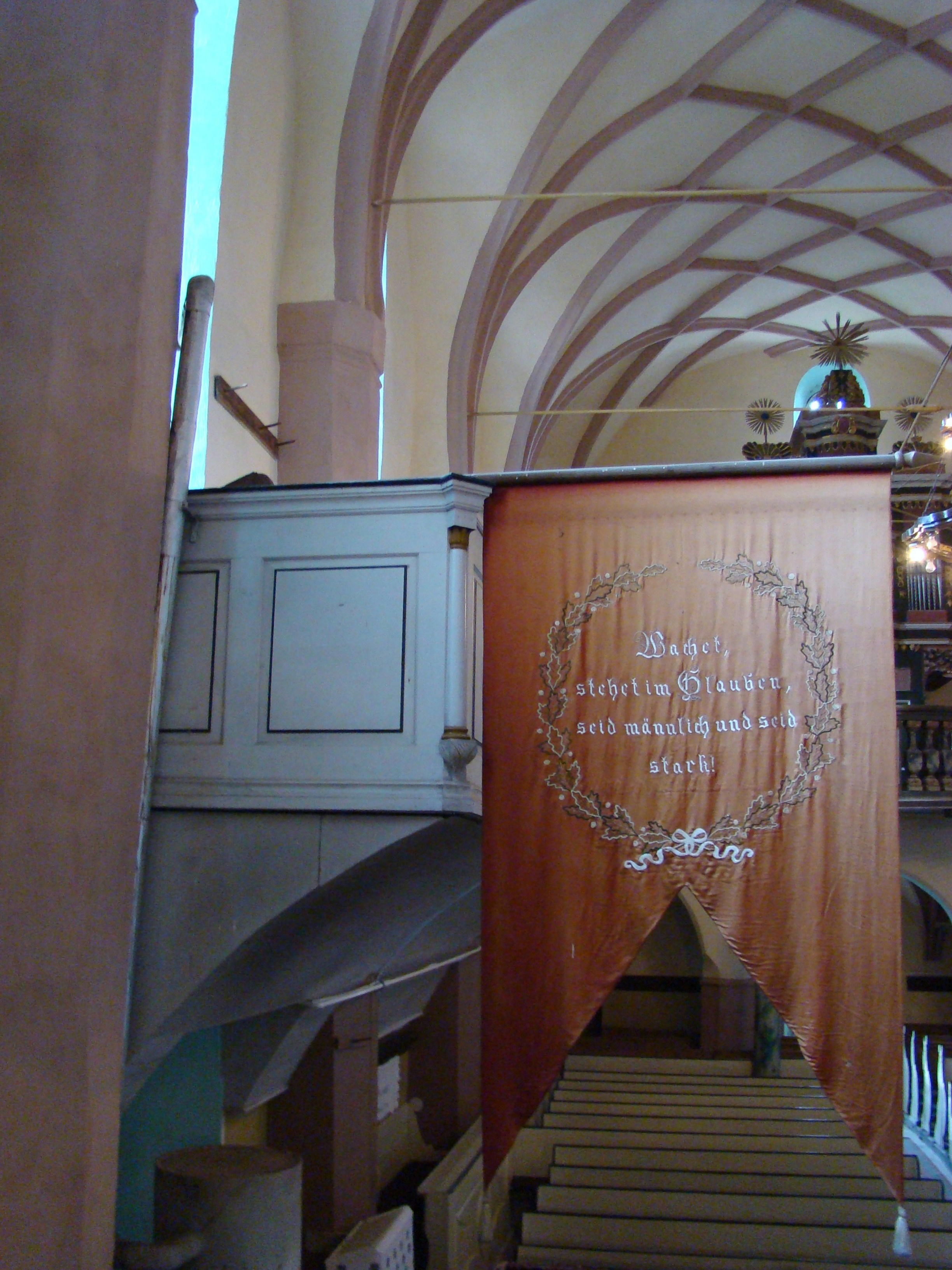
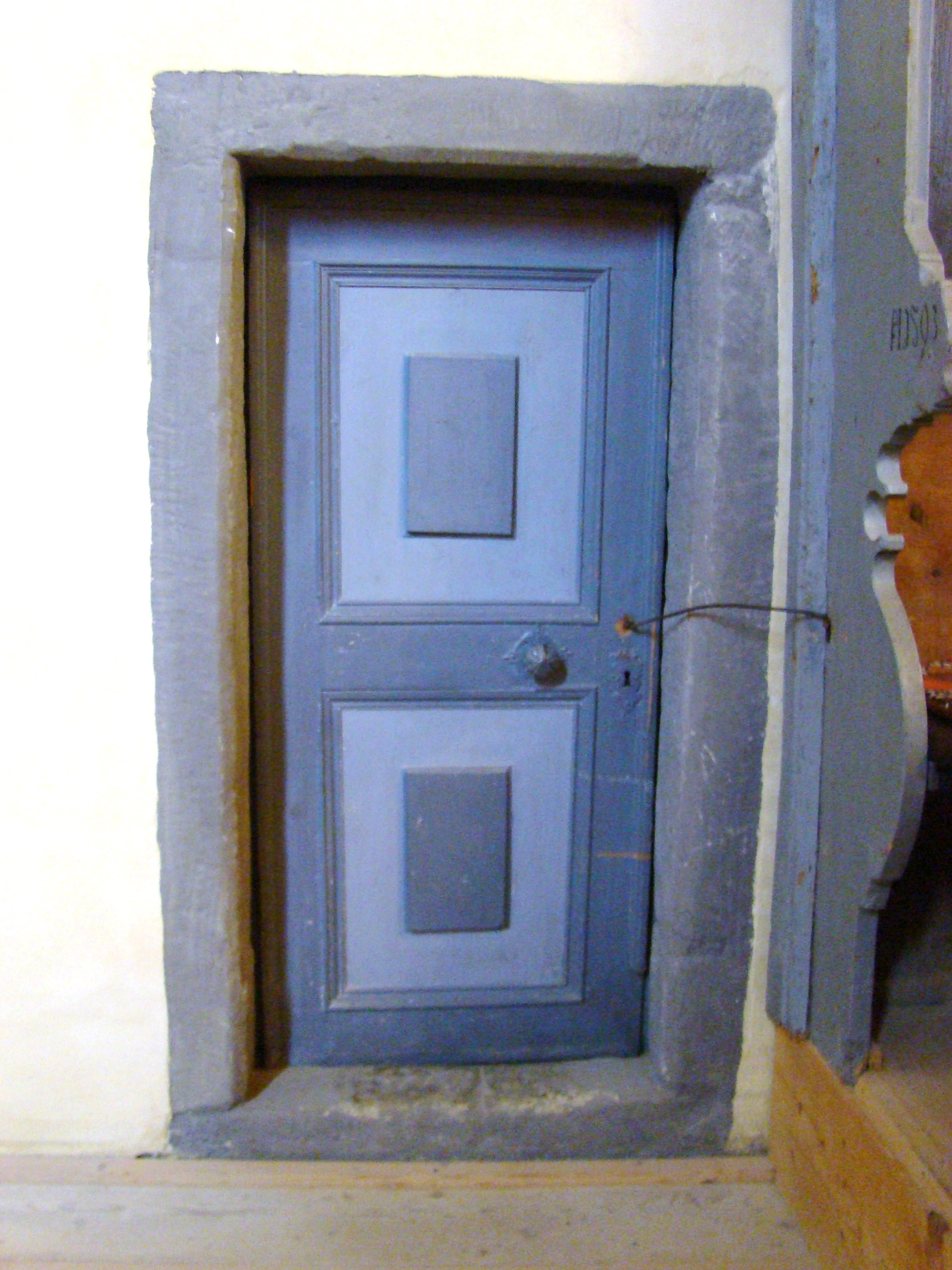
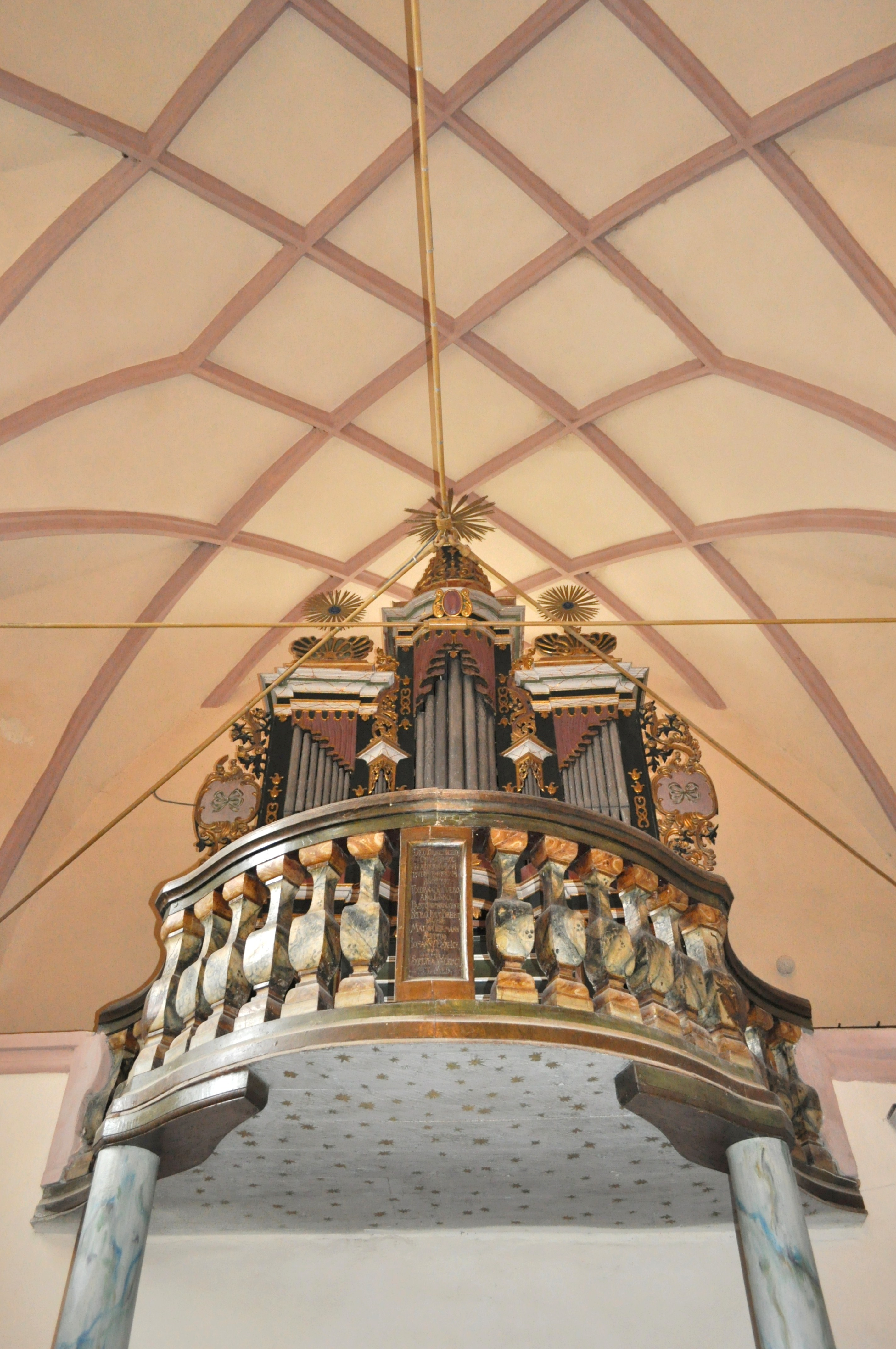
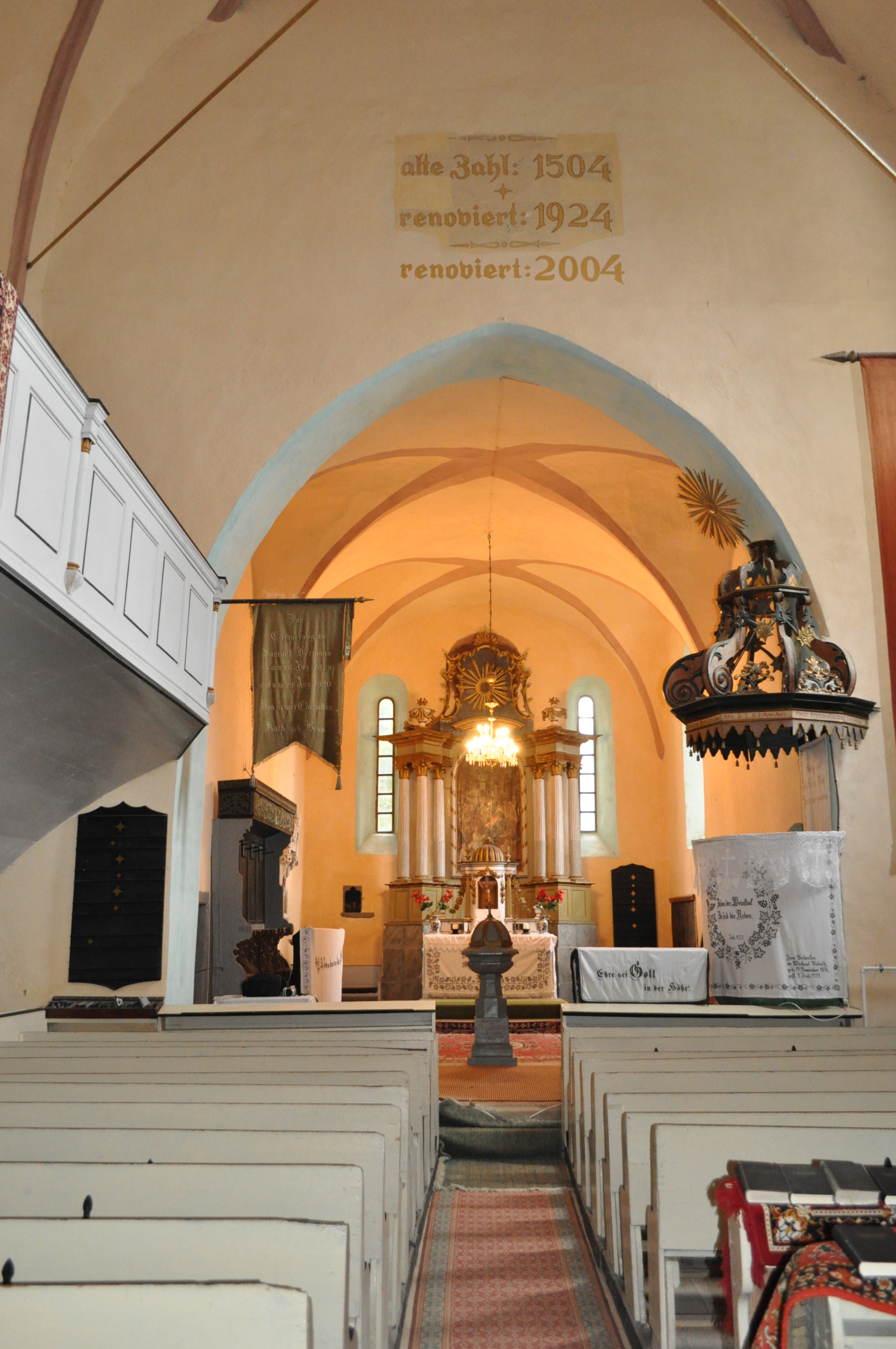
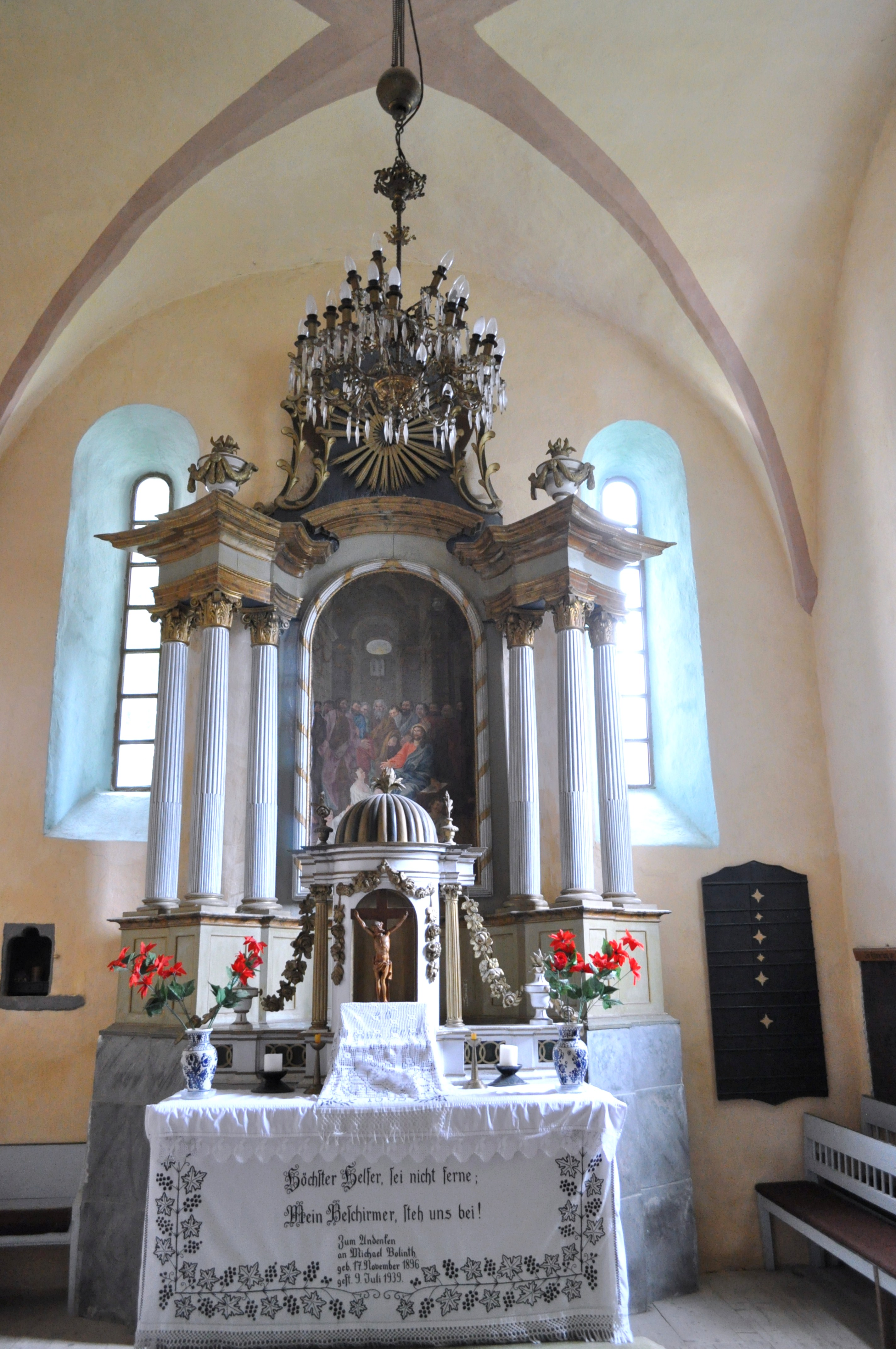
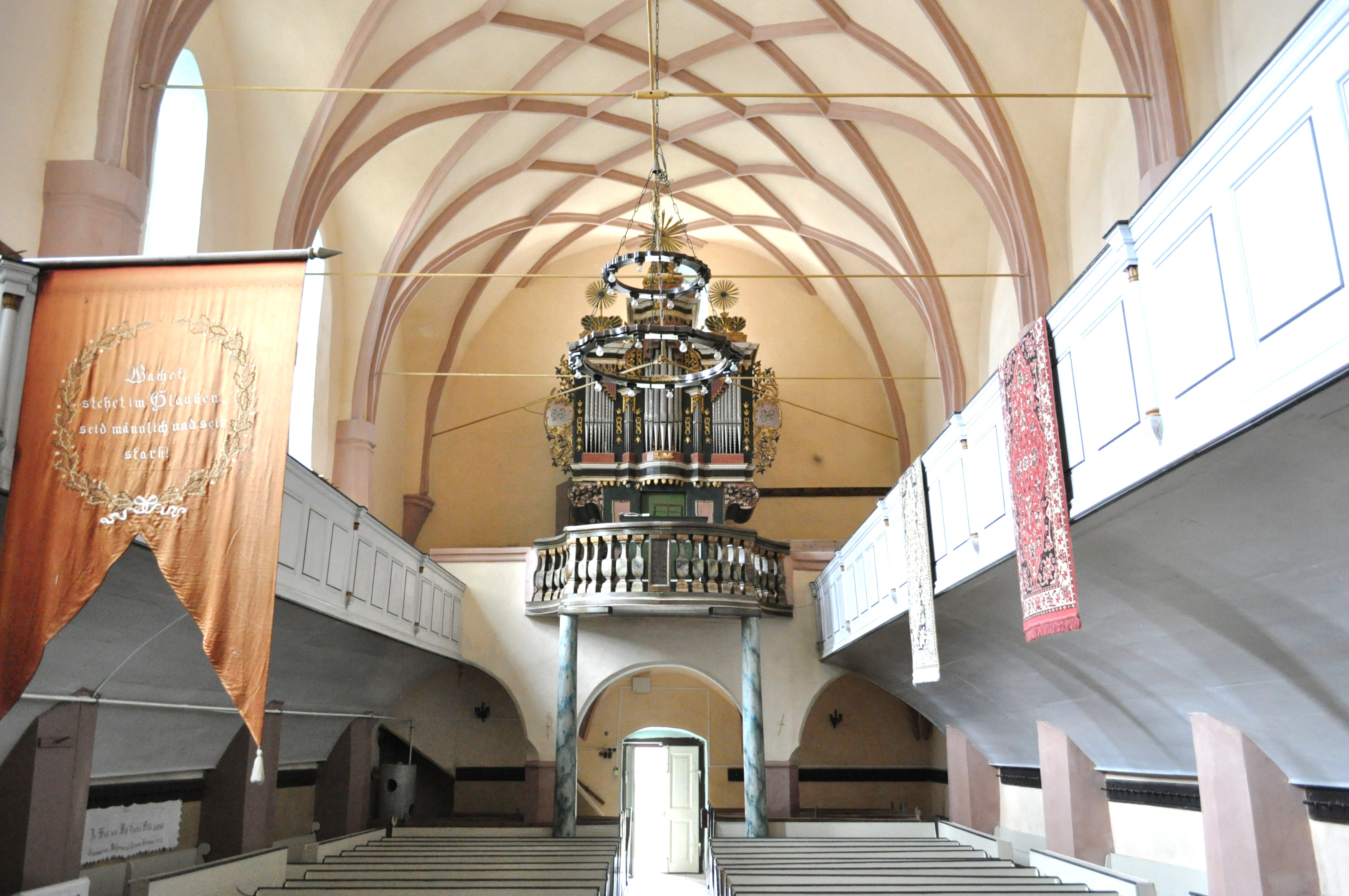
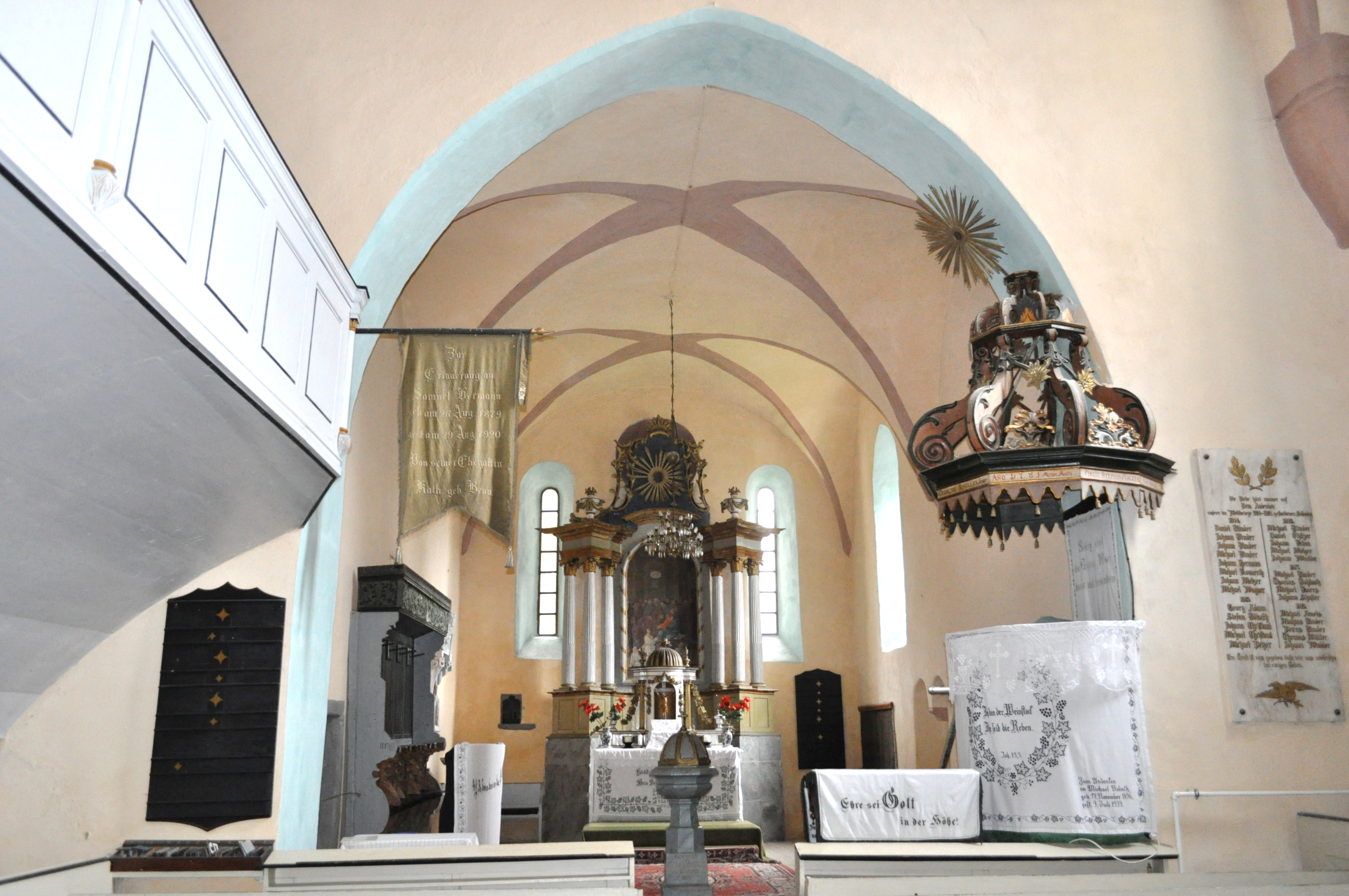
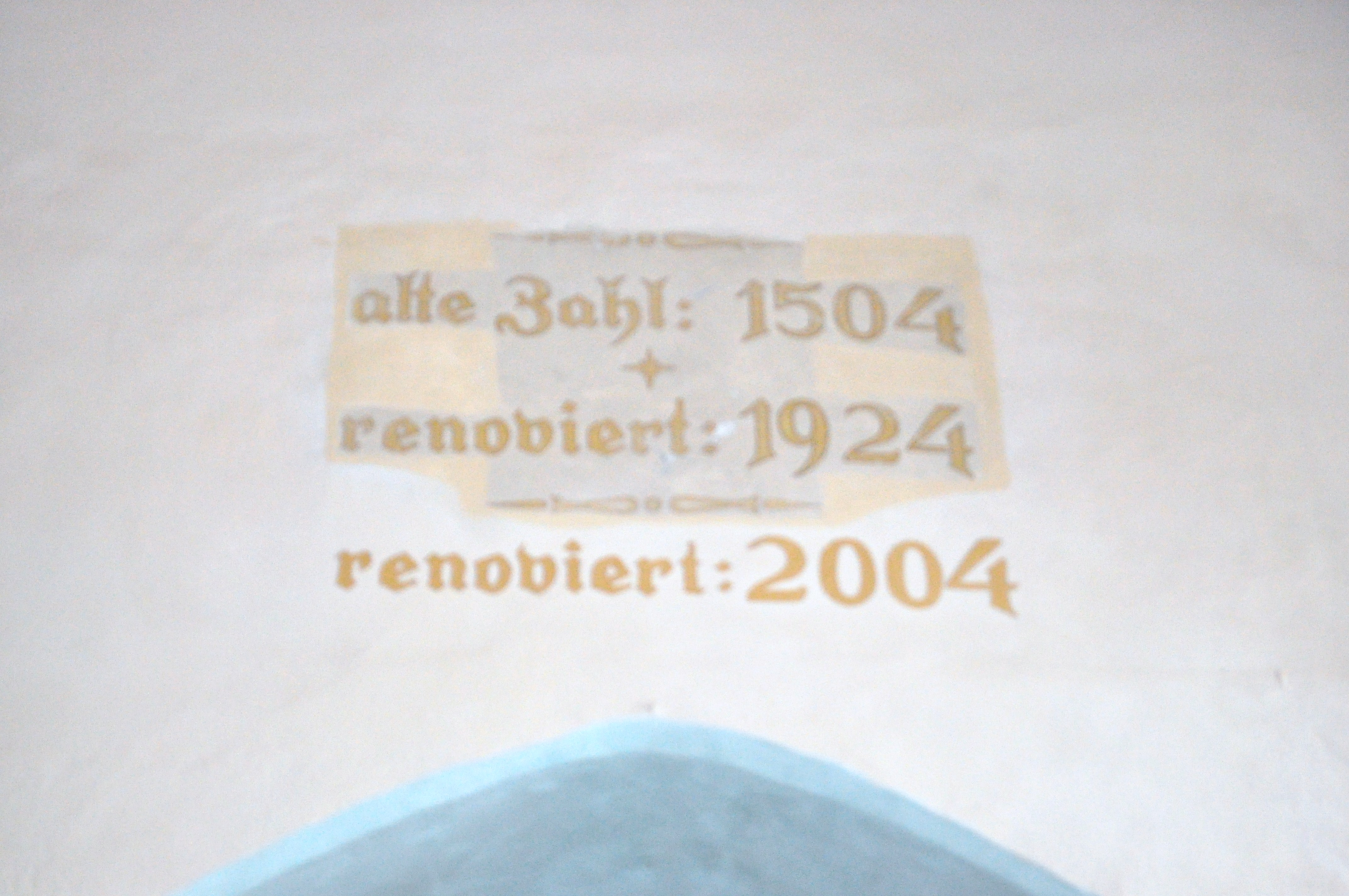